# Port-Louis (Morbihan)
Pour les articles homonymes, voir Port-Louis.
Port-Louis [pɔʁlwi] est une commune française, située dans le département du Morbihan en région Bretagne.
La ville est principalement connue grâce à sa citadelle.

## Géographie
| Rade de Lorient               | Rade de Lorient        | Locmiquélic |
| Larmor-Plage, Rade de Lorient | Port-Louis             | Riantec     |
| Océan Atlantique              | Baie de Locmalo Gâvres |             |

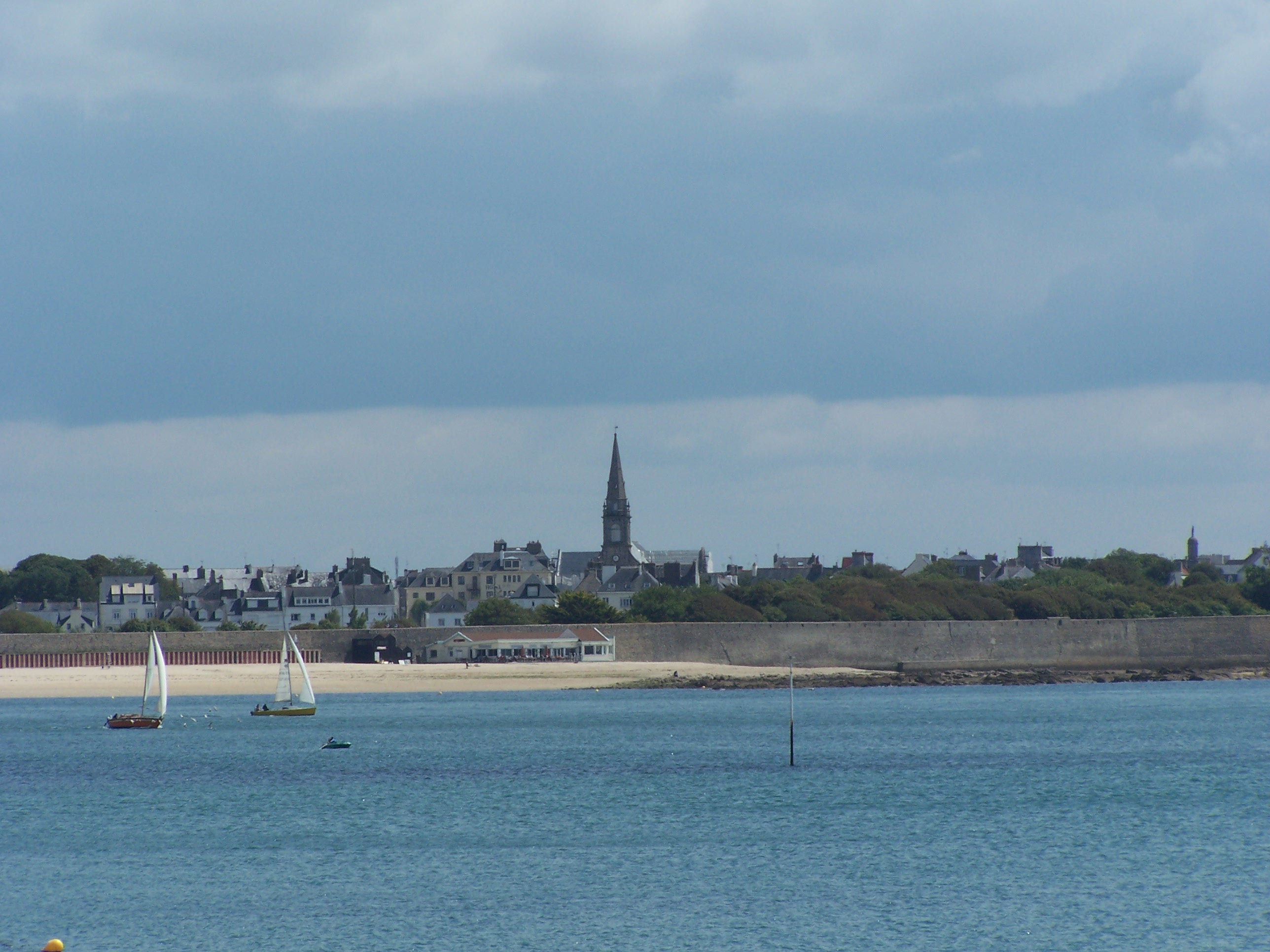
Vue générale de Port-Louis depuis Larmor-Plage.

Port-Louis est une commune de dimension restreinte (1,07 km² seulement) dont le territoire est totalement urbanisé. Sa situation est remarquable, Port-Louis formant une presqu'île limitée à l'ouest par l'estuaire commun au Blavet et au Scorff, une ria dénommée rade de Lorient ou rade de Port-Louis dont Port-Louis occupe la partie aval de la rive gauche, juste au débouché maritime donnant sur l'océan Atlantique, face à Larmor-Plage situé sur la rive droite et au sud par la Baie de Locmalo, entrée de la petite mer de Gâvres, qui sépare Port-Louis du tombolo de Gâvres.
Cette presqu'île est très découpée : du nord-ouest au sud-est se succèdent l'anse de Kerchicagne, partagée avec Locmiquélic, la pointe de Kerzo où se trouve l'ancien château de Kerzo, l'anse du Driasker, la pointe du port et celle de la Citadelle et enfin la Baie de Locmalo, partagée avec la commune voisine de Riantec. Le relief est plat, aucune altitude ne dépassant 10 mètres.

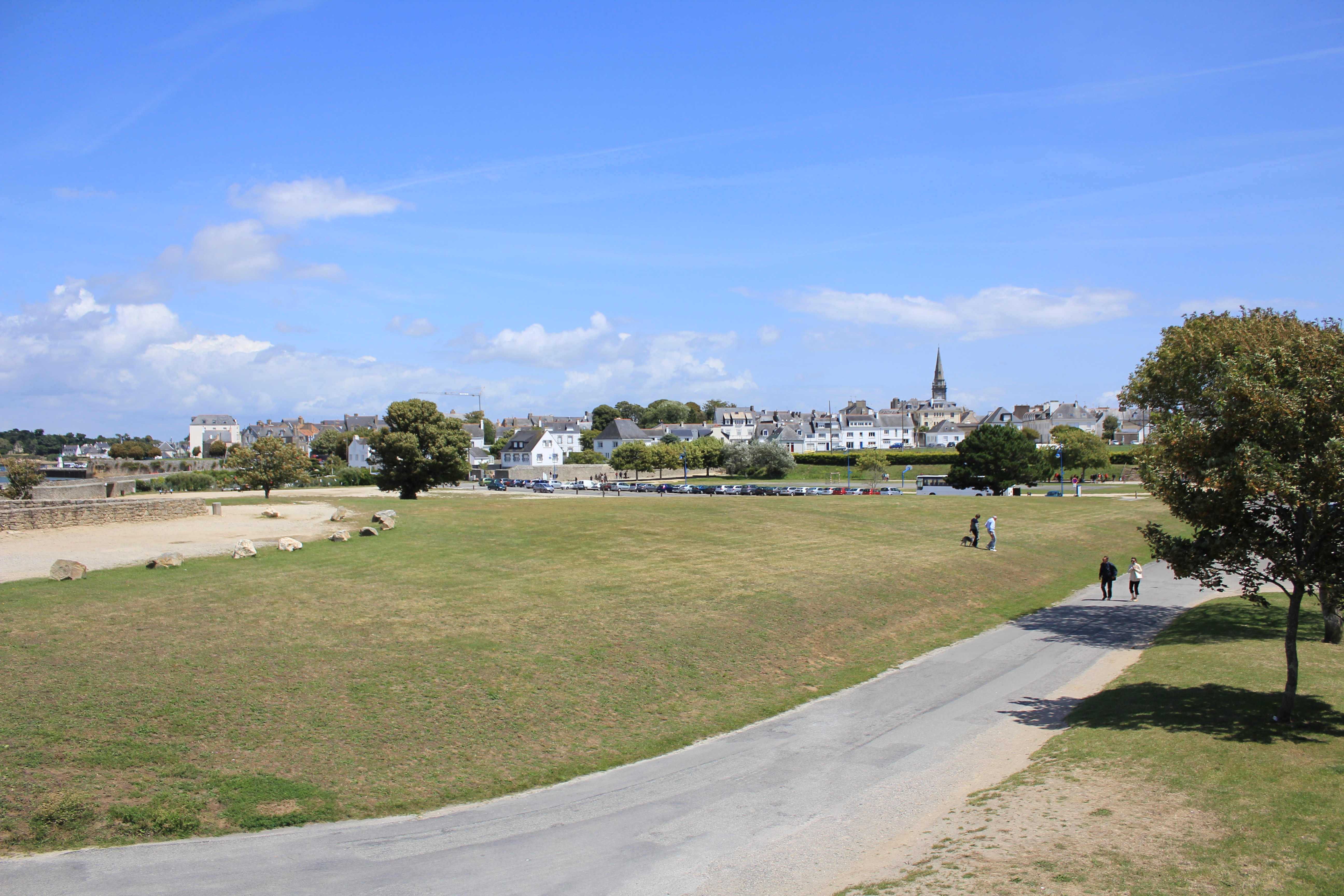
La ville et l'esplanade des Pâtis.
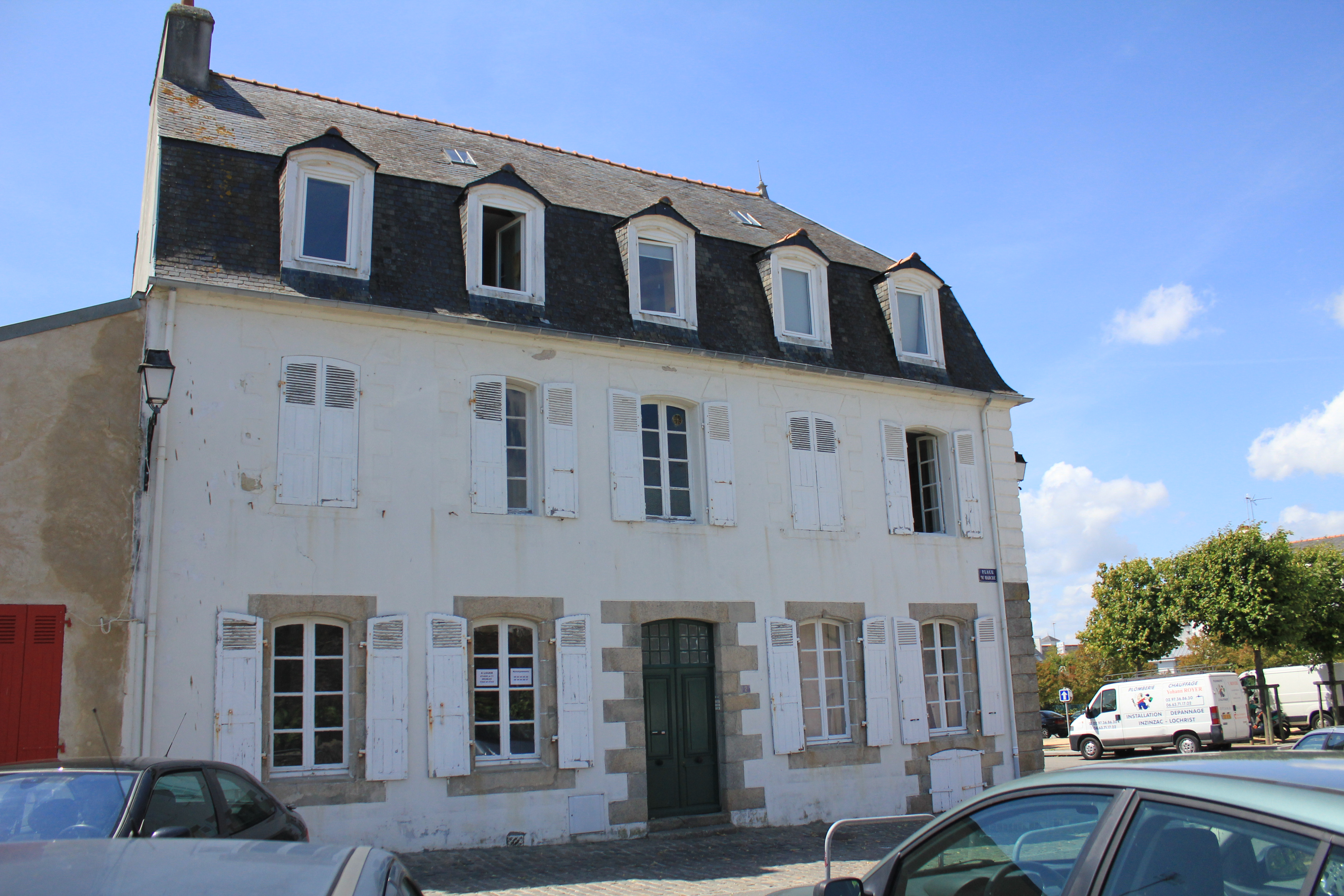
La maison du 2, Place du Marché.
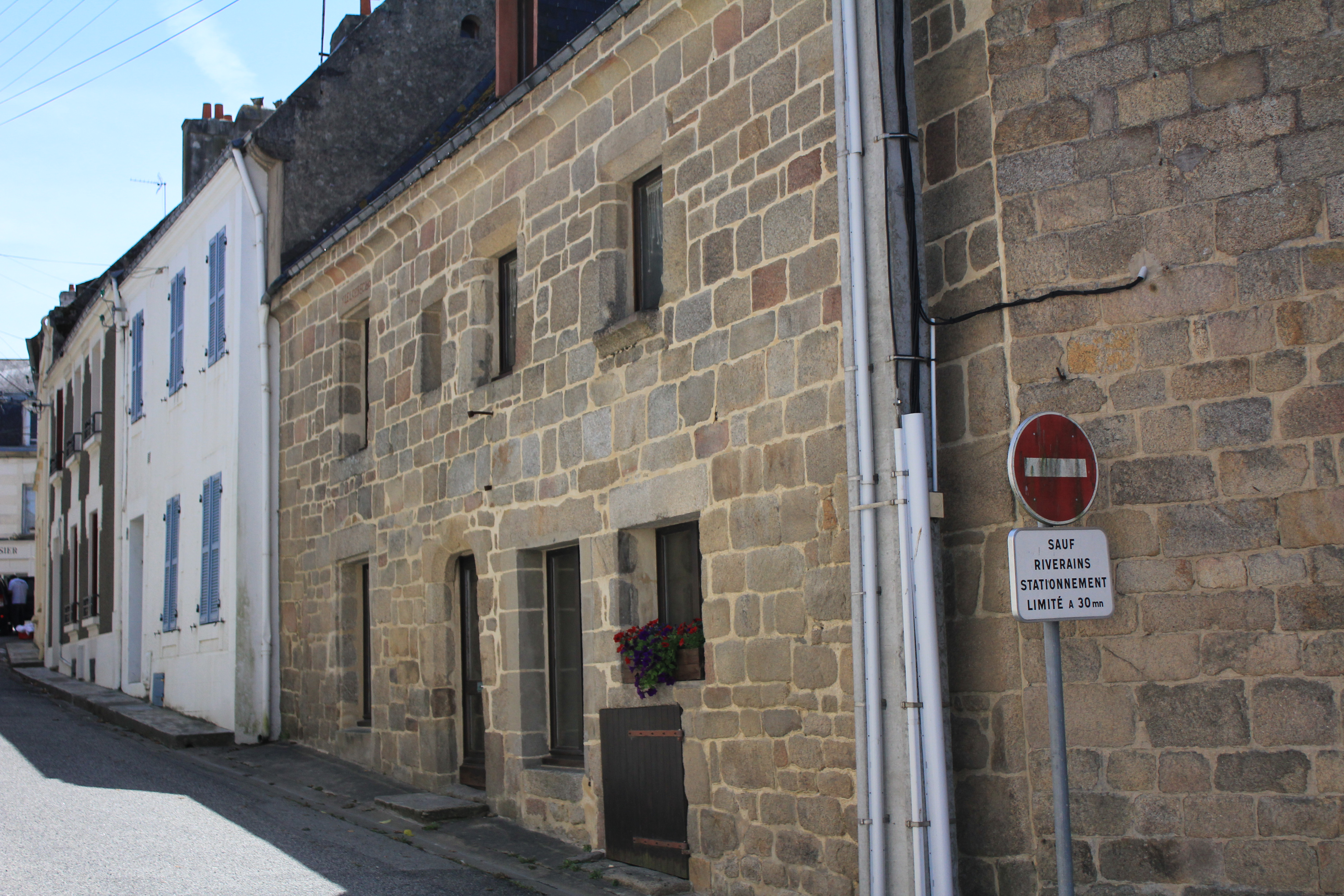
La maison du 4, Petite Rue.
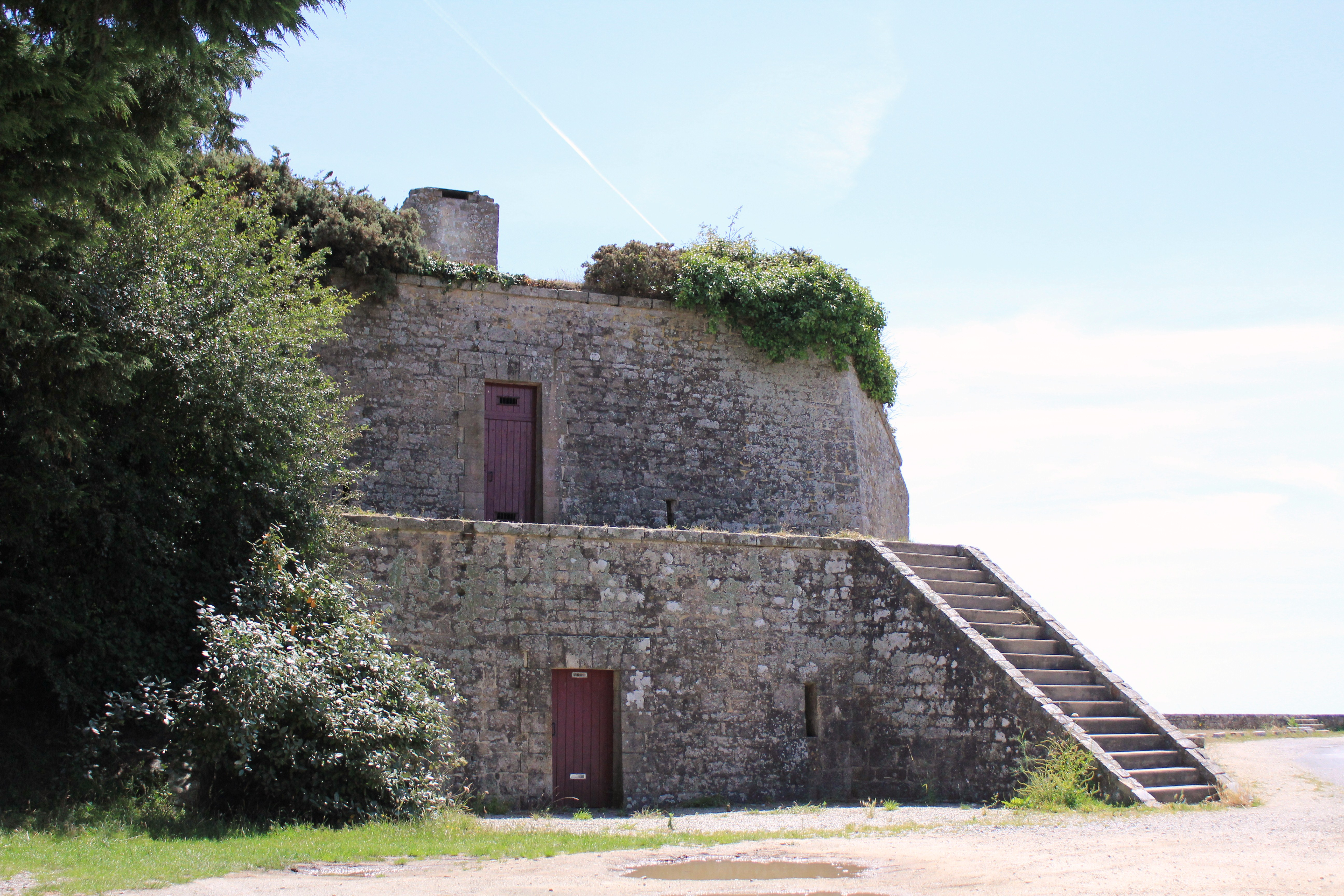
Le bastion Le Papegaut.
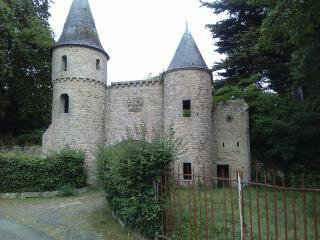
Le château de Kerzo.

Port-Louis est desservi par la RD 781 (ancienne route nationale 781) qui forme un coude au niveau de Port-Louis, et qui, vers le nord, rejoint Hennebont et la voie express RN 165 et vers l'est, Riantec, Plouhinec, Erdeven et allant jusqu'à Locmariaquer. Une desserte maritime depuis le port de Port-Louis permet de rejoindre Lorient en traversant la rade.
L'histoire du pays de Port-Louis est conditionnée par sa situation naturelle exceptionnelle. C'est sa géographie particulière qui scella le devenir de l'ensemble compris entre le Blavet, à l'ouest, et la rivière d'Étel, à l'est. La presqu'île de Port-Louis est constituée d'un éperon granitique régnant sur une côte sableuse du côté de la petite mer de Gâvres, vaseuse du côté de la rade de Lorient. Le piton est difficilement accessible par la mer, rendue périlleuse à marée haute par les rochers à fleur d'eau et à marée basse par les bancs de vase. Ainsi se trouve justifié le vieil adage : « Au hâvre du Blavet, bien fol est qui s'y met ! ».

### Hydrographie
Pour un article plus général, voir Réseau hydrographique du Morbihan.
La commune est située dans le bassin Loire-Bretagne. Elle n'est drainée par aucun cours d'eau,.

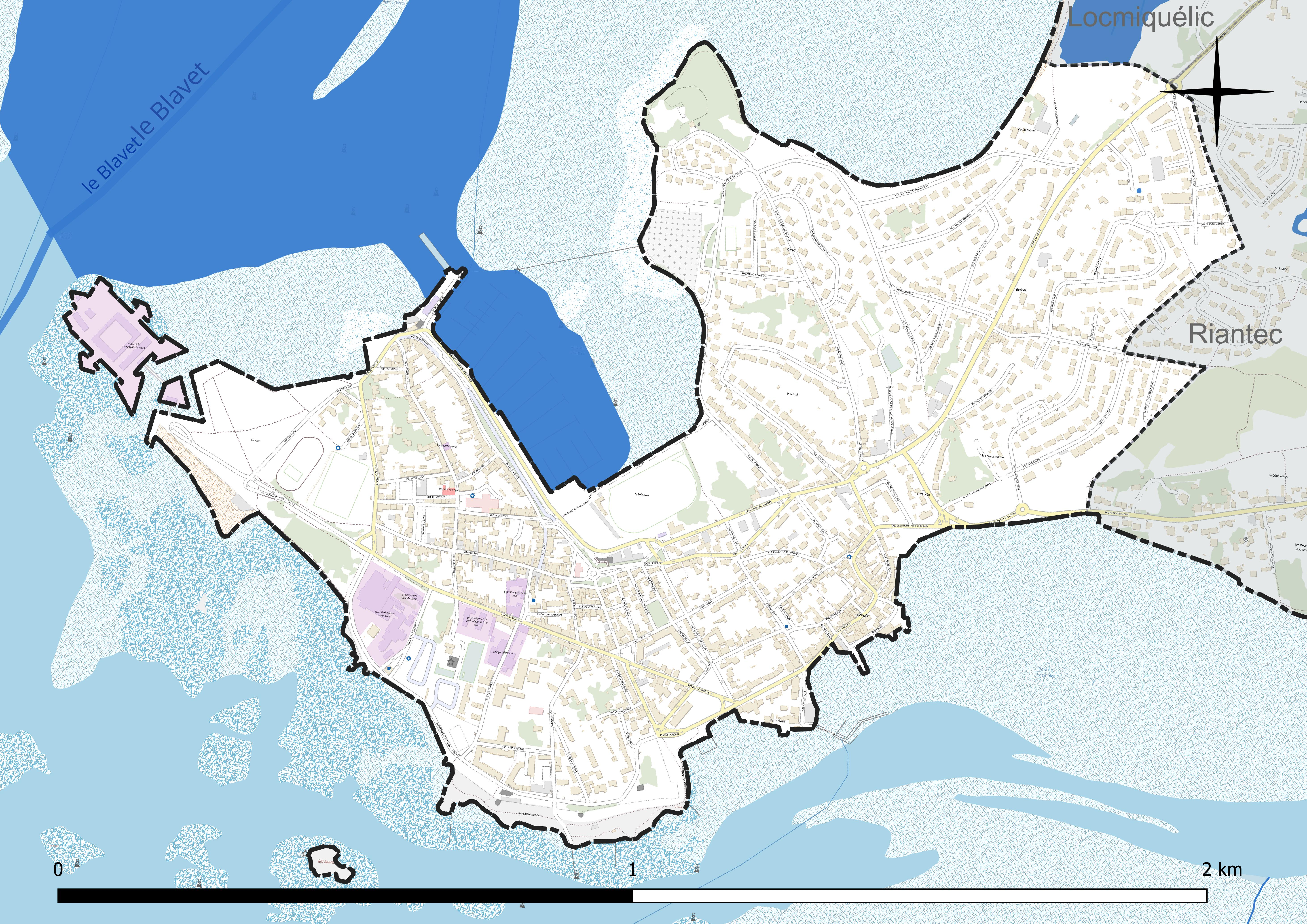
Réseau hydrographique de Port-Louis.

### Climat
Pour des articles plus généraux, voir Climat de la Bretagne et Climat du Morbihan.
En 2010, le climat de la commune est de type climat océanique franc, selon une étude du CNRS s'appuyant sur une série de données couvrant la période 1971-2000. En 2020, Météo-France publie une typologie des climats de la France métropolitaine dans laquelle la commune est exposée à un climat océanique et est dans la région climatique  Bretagne orientale et méridionale, Pays nantais, Vendée, caractérisée par une faible pluviométrie en été et une bonne insolation. Parallèlement l'observatoire de l'environnement en Bretagne publie en 2020 un zonage climatique de la région Bretagne, s'appuyant sur des données de Météo-France de 2009. La commune est, selon ce zonage, dans la zone « Littoral doux », exposée à un climat venté avec des étés cléments.
Pour la période 1971-2000, la température annuelle moyenne est de 12,1 °C, avec une amplitude thermique annuelle de 11 °C. Le cumul annuel moyen de précipitations est de 863 mm, avec 13,9 jours de précipitations en janvier et 6,7 jours en juillet. Pour la période 1991-2020, la température moyenne annuelle observée sur la station météorologique la plus proche, située sur la commune de Quéven à 10 km à vol d'oiseau, est de 12,2 °C et le cumul annuel moyen de précipitations est de 943,3 mm,. Pour l'avenir, les paramètres climatiques de la commune estimés pour 2050 selon différents scénarios d’émission de gaz à effet de serre sont consultables sur un site dédié publié par Météo-France en novembre 2022.

## Urbanisme

### Typologie
Au 1er janvier 2024, Port-Louis est catégorisée ceinture urbaine, selon la nouvelle grille communale de densité à sept niveaux définie par l'Insee en 2022.
Elle appartient à l'unité urbaine de Riantec-Locmiquélic, une agglomération intra-départementale regroupant trois  communes, dont elle est une commune de la banlieue,,. Par ailleurs la commune fait partie de l'aire d'attraction de Lorient, dont elle est une commune de la couronne,. Cette aire, qui regroupe 31 communes, est catégorisée dans les aires de 200 000 à moins de 700 000 habitants,.
La commune, bordée par l'océan Atlantique, est également une commune littorale au sens de la loi du 3 janvier 1986, dite loi littoral. Des dispositions spécifiques d’urbanisme s’y appliquent dès lors afin de préserver les espaces naturels, les sites, les paysages et l’équilibre écologique du littoral, tel le principe d'inconstructibilité, en dehors des espaces urbanisés, sur la bande littorale des 100 mètres, ou plus si le plan local d’urbanisme le prévoit.

### Occupation des sols
L'occupation des sols de la commune, telle qu'elle ressort de la base de données européenne d’occupation biophysique des sols Corine Land Cover (CLC), est marquée par l'importance des territoires artificialisés (94,6 % en 2018), une proportion sensiblement équivalente à celle de 1990 (94,3 %). La répartition détaillée en 2018 est la suivante : 
zones urbanisées (80,4 %), espaces verts artificialisés, non agricoles (14,1 %), zones humides côtières (4,7 %), zones agricoles hétérogènes (0,7 %). L'évolution de l’occupation des sols de la commune et de ses infrastructures peut être observée sur les différentes représentations cartographiques du territoire : la carte de Cassini (XVIIIe siècle), la carte d'état-major (1820-1866) et les cartes ou photos aériennes de l'IGN pour la période actuelle (1950 à aujourd'hui).

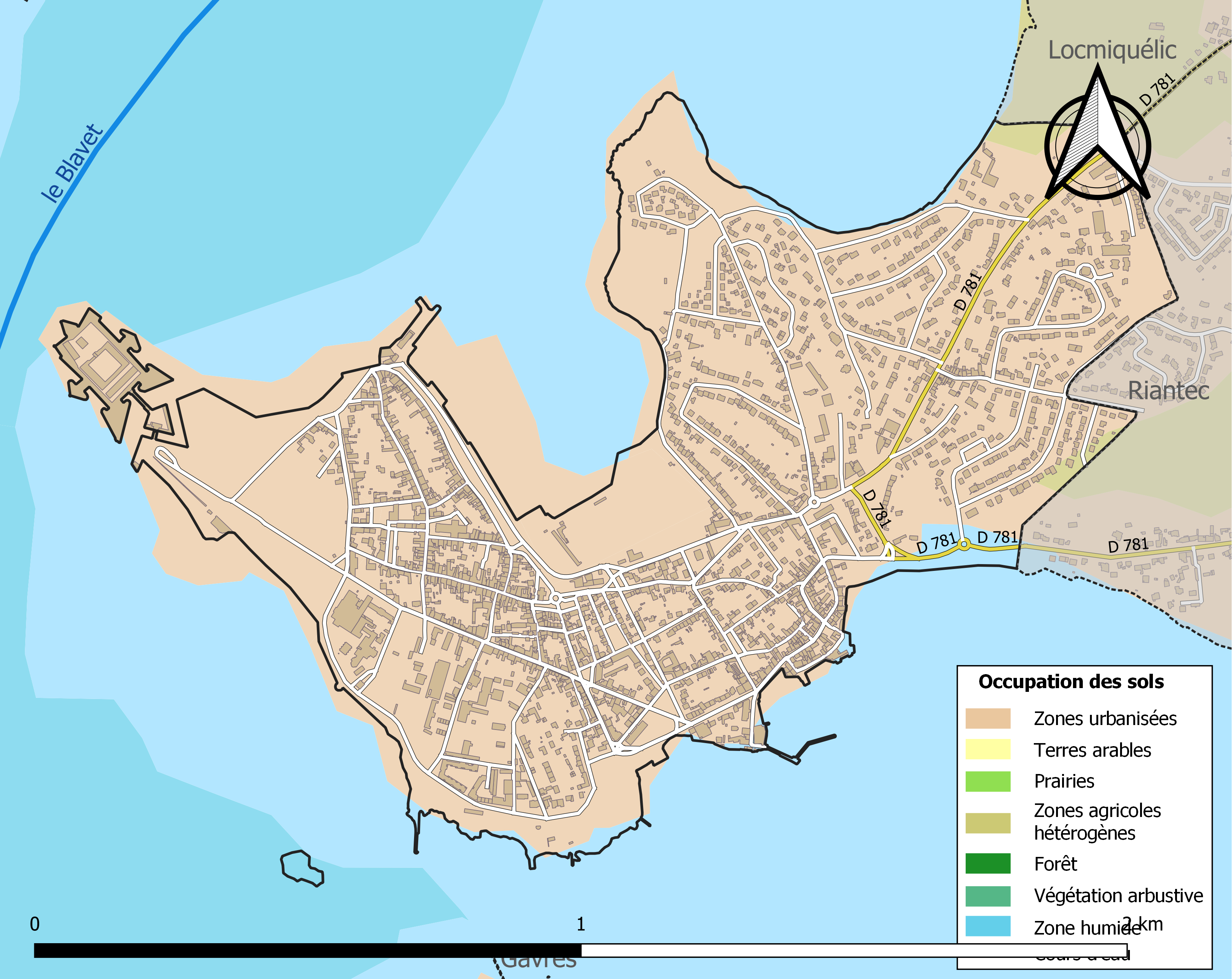
Carte des infrastructures et de l'occupation des sols de la commune en 2018 (CLC).

## Toponymie
La ville qui se nommait anciennement "Blavet", puis "Loc-Péran", et sa citadelle sont rebaptisés Port Louis le 17 juillet 1618 sur décision royale attestée par lettres patentes. Port-Louis, Porzh Loeiz en breton, rappelle le nom des rois de France et marque ainsi leur suzeraineté sur ce port qui fut longtemps forteresse espagnole.
Les Port-Louisiens sont surnommés par leurs voisins les "Tudchentil", littéralement les gentilshommes, les bourgeois.

## Transports en commun
La commune de Port-Louis est desservie par le réseau CTRL :
| Ligne | 15 |  | Riantec - Kervignac ↔ Port-Louis - La Pointe               |
| Ligne | 16 |  | Riantec - Sébastopol ↔ Port-Louis - La Pointe              |
| Ligne | B2 |  | Port-Louis - La Pointe ↔ Lorient - Port de Pêche (Bateau)  |
| Ligne | B4 |  | Gâvres - Embarcadère ↔ Port-Louis - Locmalo (Bateau)       |
| Ligne | B5 |  | Port-Louis - La Pointe ↔ Lorient - Quai des Indes (Bateau) |

## Histoire

### Antiquité
La ville se nommait anciennement Blavet (peut-être Blabia en latin, nom cité par Ptolémée, mais qui pourrait aussi désigner Blaye dans l'estuaire de la Gironde), du nom du fleuve Blavet la bordant. Au vu de la Notitia Dignitatum section XXXVII, le Tractus Armoricanus et Nervicanus y crée officiellement en 370, sous le règne de l'empereur Valentinien Ier, une garnison de soldats carronenses (de Caronium, en Espagne).

### Époque moderne

#### Les guerres de la Ligue
Lors des guerres de la Ligue, le duc de Mercœur, gouverneur de la Bretagne ayant adhéré à la Ligue catholique, avait perçu l'importance du site de Blavet, qui était probablement déjà entouré de quelques fortifications (le duc de Bretagne François II y avait armé des navires et en 1572 des habitants d'Hennebont avaient armé des navires de guerre pour arracher Belle-Île aux mains des Anglais), confia à Jérôme d'Arradon, seigneur de Quinipily (près de Baud), le commandement d' Hennebont, Blavet et toute la côte. Il voulut s'assurer de la soumission du port de Blavet à son commandement ; le 6 septembre 1589 signèrent un texte disant qu'ils voulaient « vivre et mourir sous un roi catholique » et « obéir au seigneur de Quinipily », mais dès que ses troupes furent parties, les habitants de Blavet tournèrent casaque et se jetèrent dans les bras des partisans d'Henri de Navarre. Furieux de cette trahison, Jérôme d'Arradon entreprit de reprendre la ville. Entretemps, les habitants de Blavet s'étaient emparés  du couvent Sainte-Catherine du Blavet, situé au pied du village de Locmiquélic et susceptible d'être défendu.
Le 10 octobre 1589 René d'Arradon, frère de Jérôme et seigneur de Camors, partit d'Hennebont avec 45 cuirasses [hommes d'armes] et 70 arquebusiers, et s'empara du couvent Sainte-Catherine ; mais appelé par le duc de Mercœur pour lui prêter main-forte à Dinan, il quitta Sainte-Catherine, qui fut repris par les Blavétins. Le 24 décembre 1589, les frères d'Arradon attaquent Blavet, prennent Locmalo, y brûlant 16 maisons. En mai 1590, le duc de Mercœur, aidé par les trois frères d'Arradon, fait le siège de Blavet, attaqué à la fois par terre et par mer ; Blavet est pris après un assaut furieux le 11 juin 1590 « et presque tous ses braves habitants furent passés au fil de l'épée » écrit le chanoine Moreau, c'est-à-dire 315 hommes selon Jérôme d'Arradon et peut-être même 1 300 personnes en comptant les femmes, enfants et vieillards « qui furent sacrifiés à la fureur du soldat ».

#### L'occupation espagnole
René d'Arradon et son frère Christophe d'Arradon participent, sous les ordres du duc de Mercœur à la prise de Blavet, alors tenue par des Huguenots venus de La Rochelle, le 11 juin 1590 et font un horrible massacre des habitants et des défenseurs, après avoir incendié la ville. La ville est alors occupée par les Espagnols à partir de 1590, le duc de Mercœur, dans un premier temps de son alliance avec Philippe II, la leur ayant livrée.
Par la suite, Juan d'Aguila,à la tête d'une armée espagnole forte de 3 000 hommes, débarquée à Saint-Nazaire le 15 octobre 1590, passé à pied par La Roche-Bernard, Vannes et Auray, s'installe à Blavet et la défend, y faisant édifier à partir de janvier 1591 des fortifications par l'ingénieur Don Cristóbal de Rojas (es). Le nom de la nouvelle place forte lui est donné : Fuerte del Aguila (« Fort de l’Aigle ») ; il fait aussi construire le long de la Rivière d'Auray le Fort Sainte-Marie, de nos jours connu sous l'appellation de Fort espagnol.
Suivant le traité de Vervins (1598), la citadelle est à moitié démantelée au début du XVIIe siècle, les Espagnols ayant évacué le territoire.

#### Blavet (Locpéran) et Locmalo

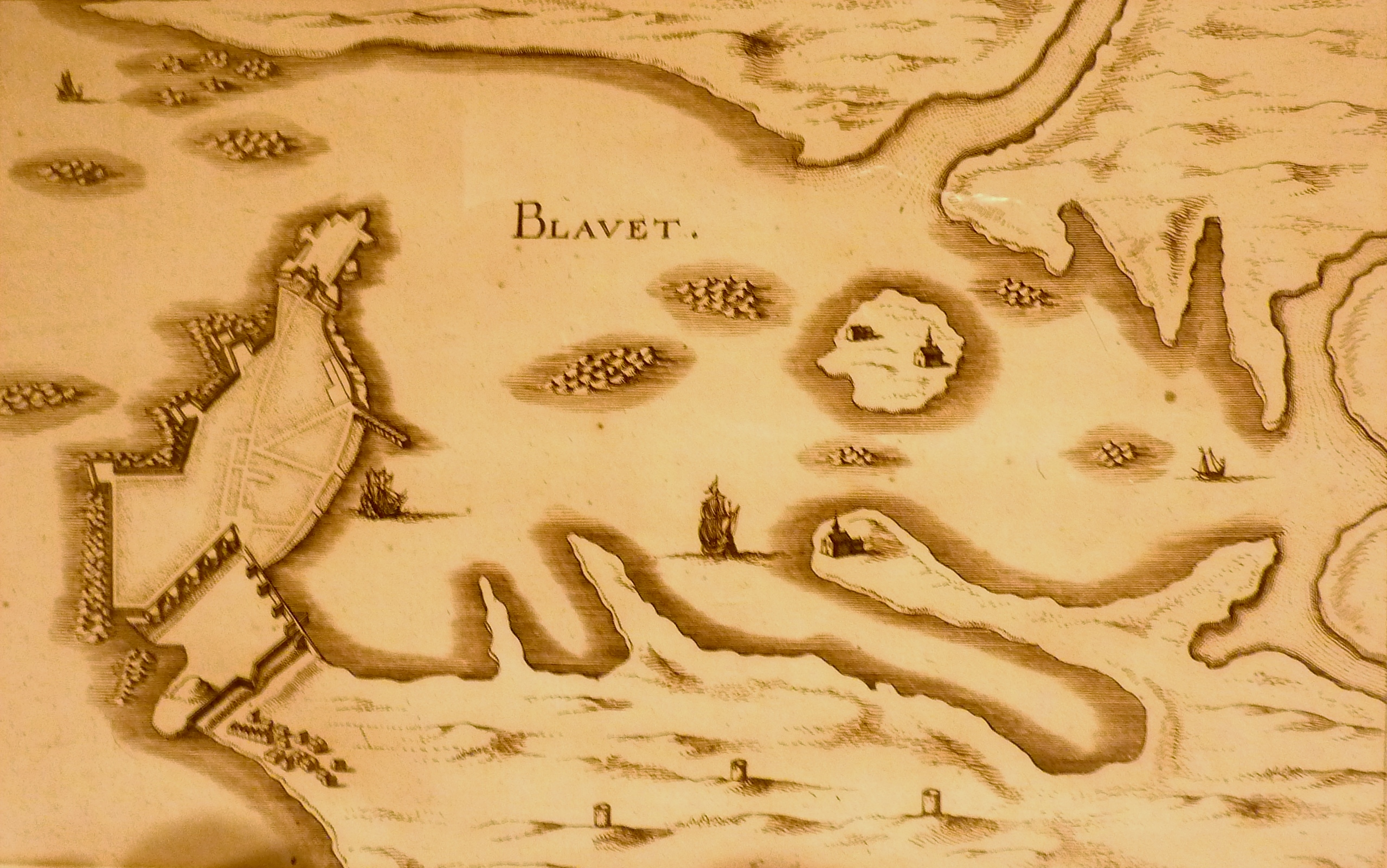
Carte de Blavet à la fin du XVIIe siècle (Musée de la Compagnie des Indes).

François Jegou décrit ainsi Blavet et Locmalo :

« Entre les deux baies formées par la langue de terre qui sépare la rade de Lorient d'avec l'Océan (...) existaient autrefois deux villages, celui de Locpéran ou Blavet et celui de Locmalo, placés à très petite distance l'un de l'autre et à l'entrée de cette petite presqu'île. Le village de Locmalo, le plus petit des deux, n'a changé ni d'importance ni de position (...). Quant à celui de Locpéran, il est devenu la ville de Port-Louis. Locpéran se groupait autour d'une petite chapelle dédiée à saint Pierre (...) et se divisait en partie haute et en partie basse. Cette seconde partie est encore connue sous le nom de Diasquer ou Dias-Ker, c'est-à-dire Basse Ville ou Village d'en bas ; mais les fortifications la séparent de la partie haute. Locpéran était donc le plus considérable des deux villages ; il formait, comme port de mer, accessible aux plus gros navires de l'époque, sous le nom plus connu de Port de Blavet, une sorte de succursale d'Hennebont, dont l'importance baissait à mesure de l'augmentation du tonnage des navires. Les principaux négociants et armateur d'Hennebont avaient à Blavet (...) des commis et des correspondants, des comptoirs, des magasins, des établissements pour la pêche à la sardine et le commerce du sel. Des étrangers étaient venus s'y fixer. C'étaient en général des Anglais et des Irlandais, que l'on désignait sans distinction sous l nom d'Irois. »

François Jegou évoque aussi l'existence possible d'un troisième village sur la baie de Diasquer, celui de Locronan, mais ce nom cité parfois est peut-être seulement une confusion avec Locpéran.

#### La création de Port-Louis

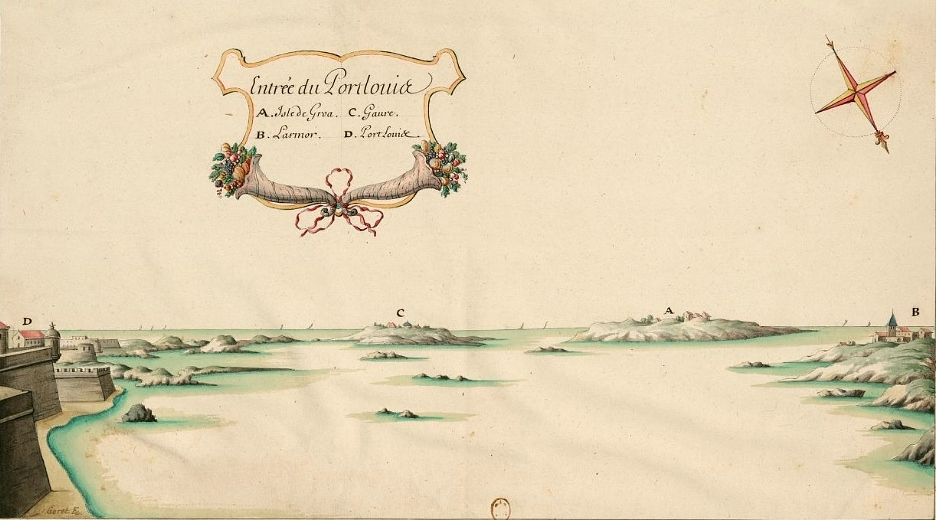
Entrée du Port-Louis dans la première moitié du XVIIe siècle (dessin).

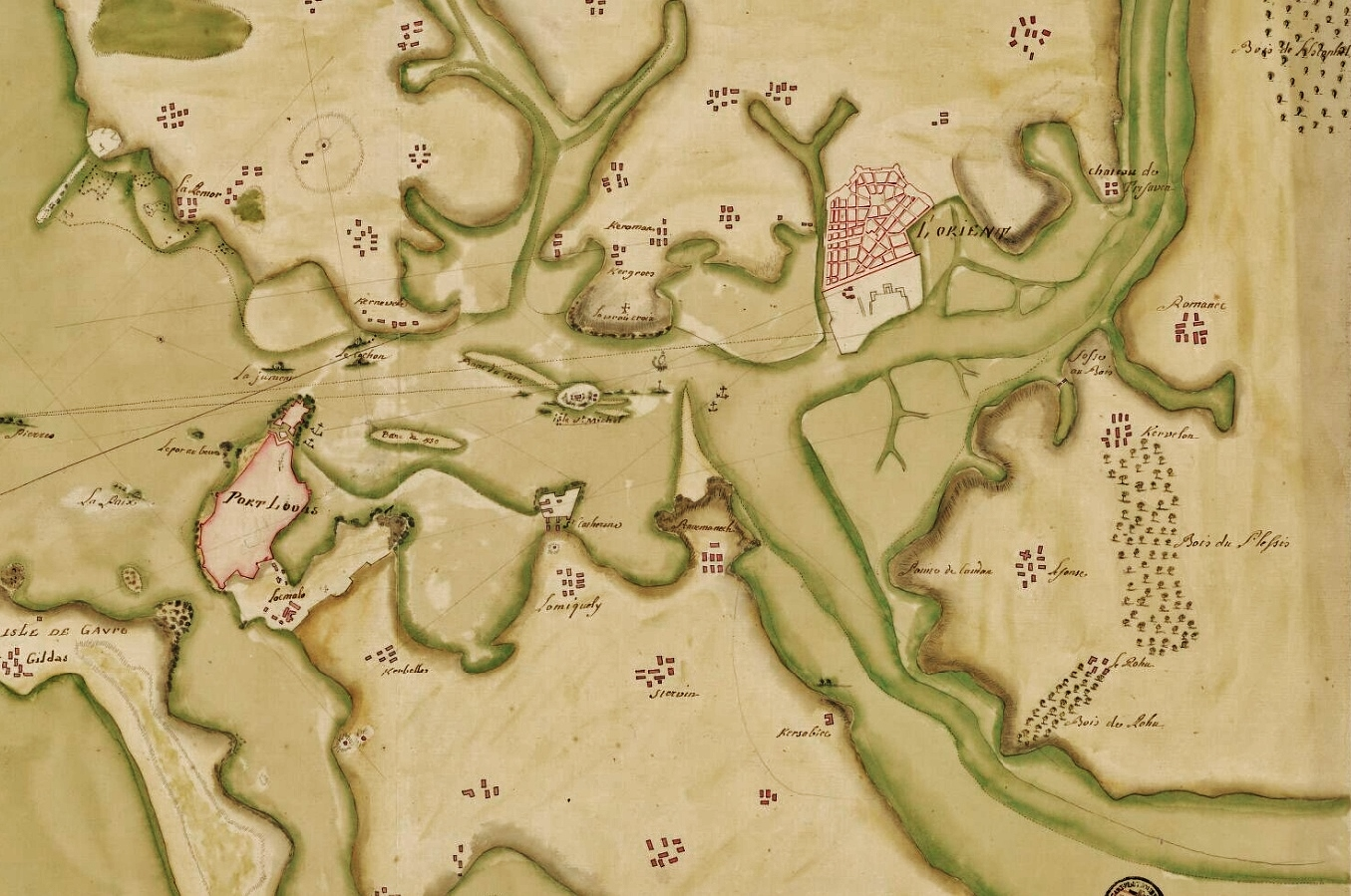
Plan de la Rade de Lorient vers le milieu du XVIIe siècle.

Le nom actuel de Port-Louis, datant de 1618, est donné en l’honneur du roi Louis XIII qui voulut en faire une ville fortifiée (lettres patentes du 18 juillet 1616). Le fort est reconstruit, de nouveaux bastions sont ajoutés, et il devient une citadelle.

« Le cardinal de Richelieu (...) engagea le roi Louis XIII à mettre à exécution le projet de former à Blavet un port de commerce, d'y bâtir une citadelle et une ville nouvelle mieux fortifiée que la première, et voulut qu'elle soit située dans une meilleure position, à l'embouchure de la rivière de Blavet. Le maréchal de Brissac fut chargé de l'exécution de l'entreprise par une commission expresse que le cardinal lui fit expédier à ce sujet, le 8 juillet 1616. En conséquence ce maréchal fut créé gouverneur de Blavet. Le monarque voulut que cette ville fut nommée de son nom, le Port-Louis, nom qu'elle a toujours conservé depuis. Elle passe pour une des mieux fortifiées de la province. »

À partir de 1618, la bourgeoisie de la ville s'étant organisée en communauté, Port-Louis a le droit de députer aux États de Bretagne, mais cessa de le faire à partir de 1658 « faute de revenus pour subvenir aux dépenses de son député ».
La citadelle n'était pas achevée lorsqu'elle fut attaquée le 17 janvier 1625 par Soubise, un noble huguenot agissant comme un corsaire, qui avait le dessein de s'en emparer « mais les ducs de Vendôme, de Retz et de Brisac [Brissac] étant venus au secours, ainsi que 100 gentils-hommes qui se jettèrent [jetèrent] sous les ordres du marquis de Molac M. de Soubize [Soubise] fut contraint de se rembarquer précipitamment, et de mettre à la voile pour s'en retourner ».
Complétée et enfin achevée en 1642, la citadelle de Port-Louis est l'élément-clé de la défense de la rade. La ville abrite alors surtout des aristocrates et des officiers de la Marine Royale. Le duc de la Meilleraye, gouverneur de la ville depuis 1636, fit venir des moines Récollets ; il contribua généreusement à la construction de l'église Notre-Dame, où la messe fut célébrée pour la première fois en 1665. En considération des dépenses que ce gouverneur avait faites, le roi, pour le dédommager, lui accorda, et à sa postérité, la perception des droits sur toutes les boissons qui se débitent dans la ville. En 1655 son fils Armand-Charles de La Porte de La Meilleraye, duc de Mazarin, nommé gouverneur de la ville, fit achever les ouvrages commencés pour la clôture de la ville.

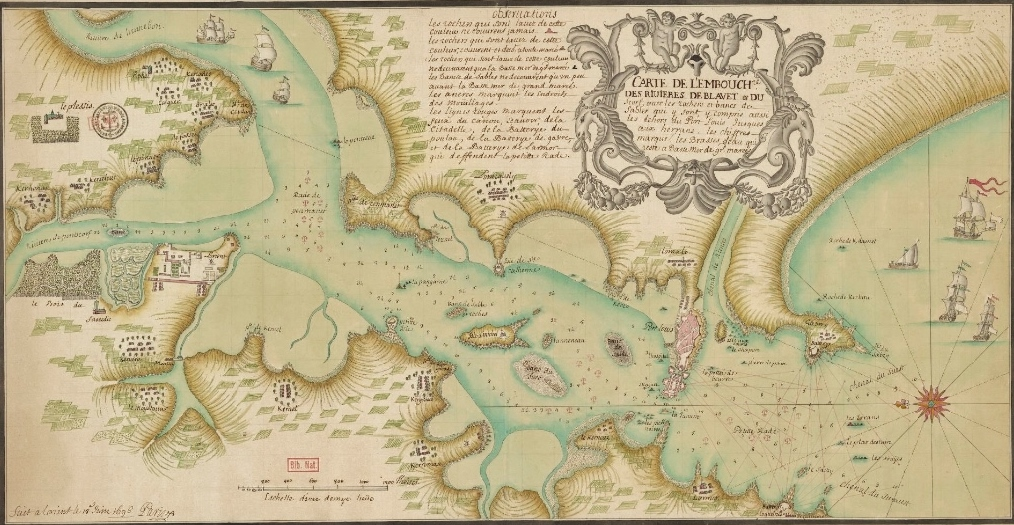
Carte de l'embouchure du Blavet et du Scorff (1696).

En 1666, la Compagnie française des Indes orientales s'implante dans la rade de Port-Louis, provoquant la naissance de Lorient qui supplante rapidement en importance Port-Louis, où la compagnie avait d'abord en 1664 pensé établir son siège.
En 1721, le flibustier Christopher Condent arrivant de l'Île Bourbon, y accoste longuement afin de renoncer définitivement à la piraterie après avoir été amnistié par le gouverneur Français de l'Île, Joseph de Beauvollier. Il se marie avec une française et y devient maître de barques au cabotage, transportant de simples marchandises d'un port de l'Atlantique à un autre.

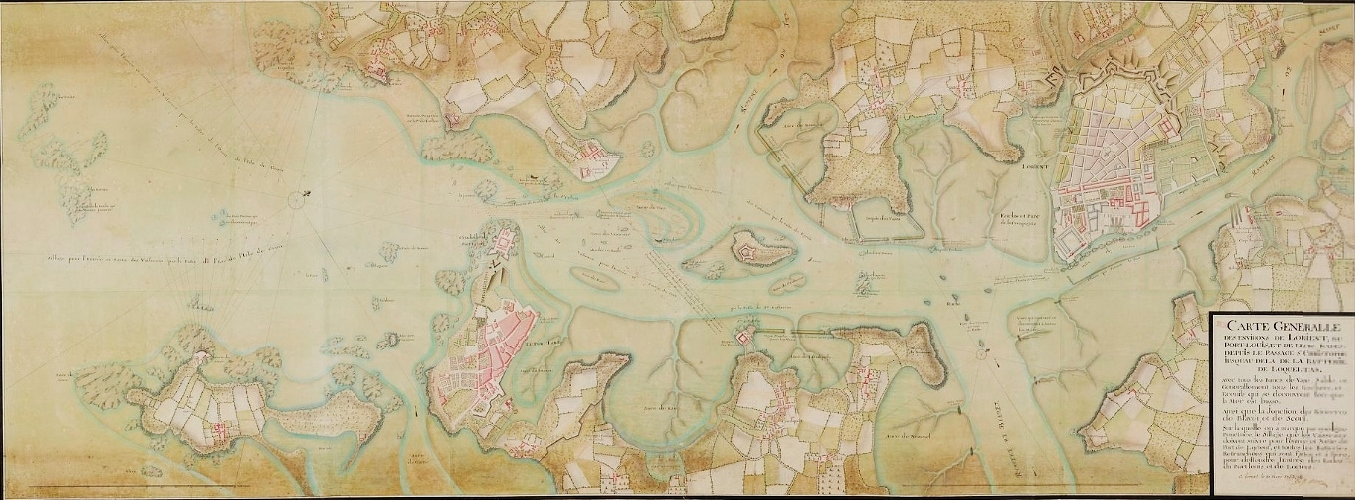
Carte des environs de Lorient et Port-Louis (1758).

Jean-Baptiste Ogée décrit ainsi Port-Louis en 1778 :

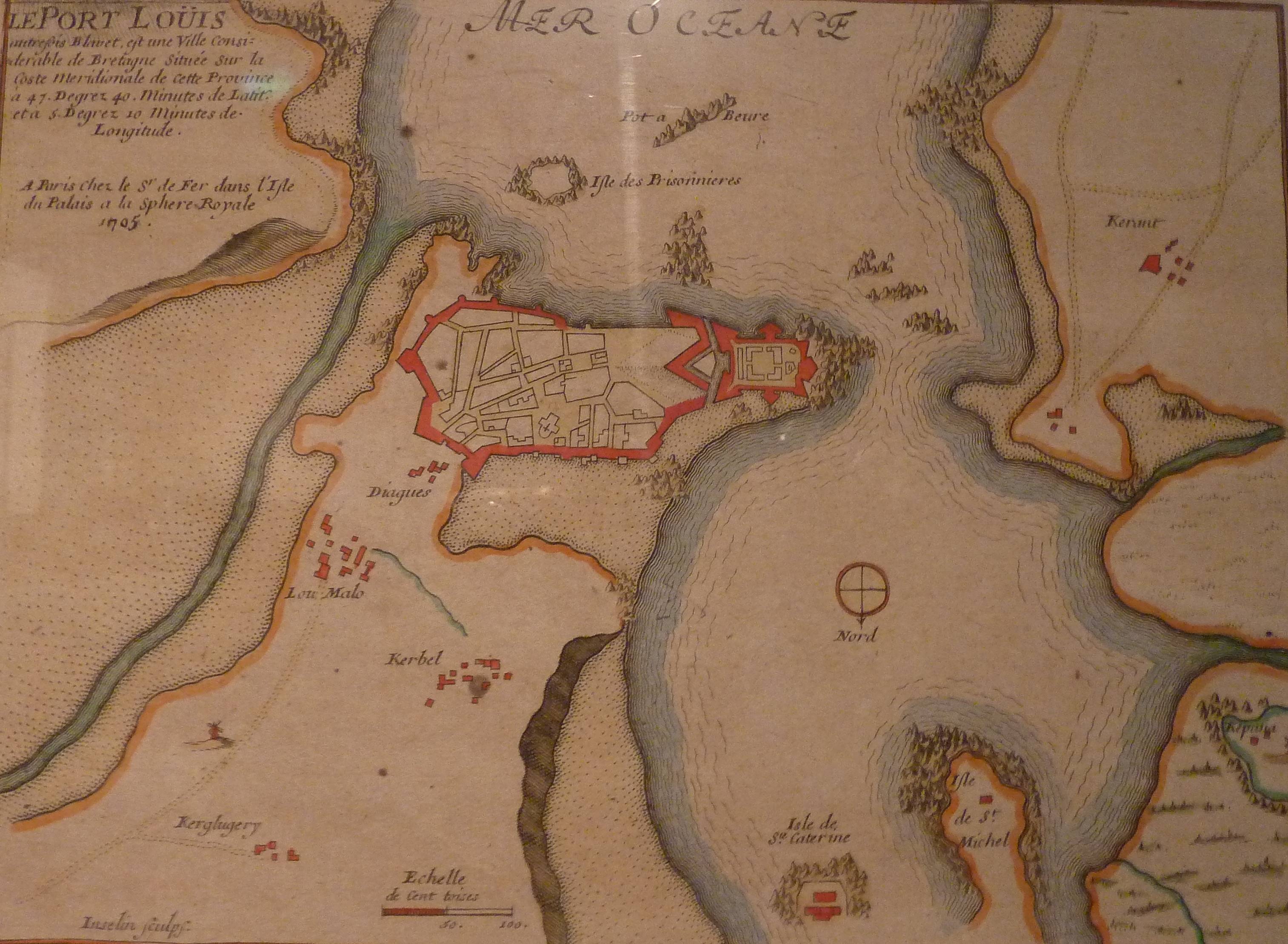
Le Port Louis : plan de 1705.

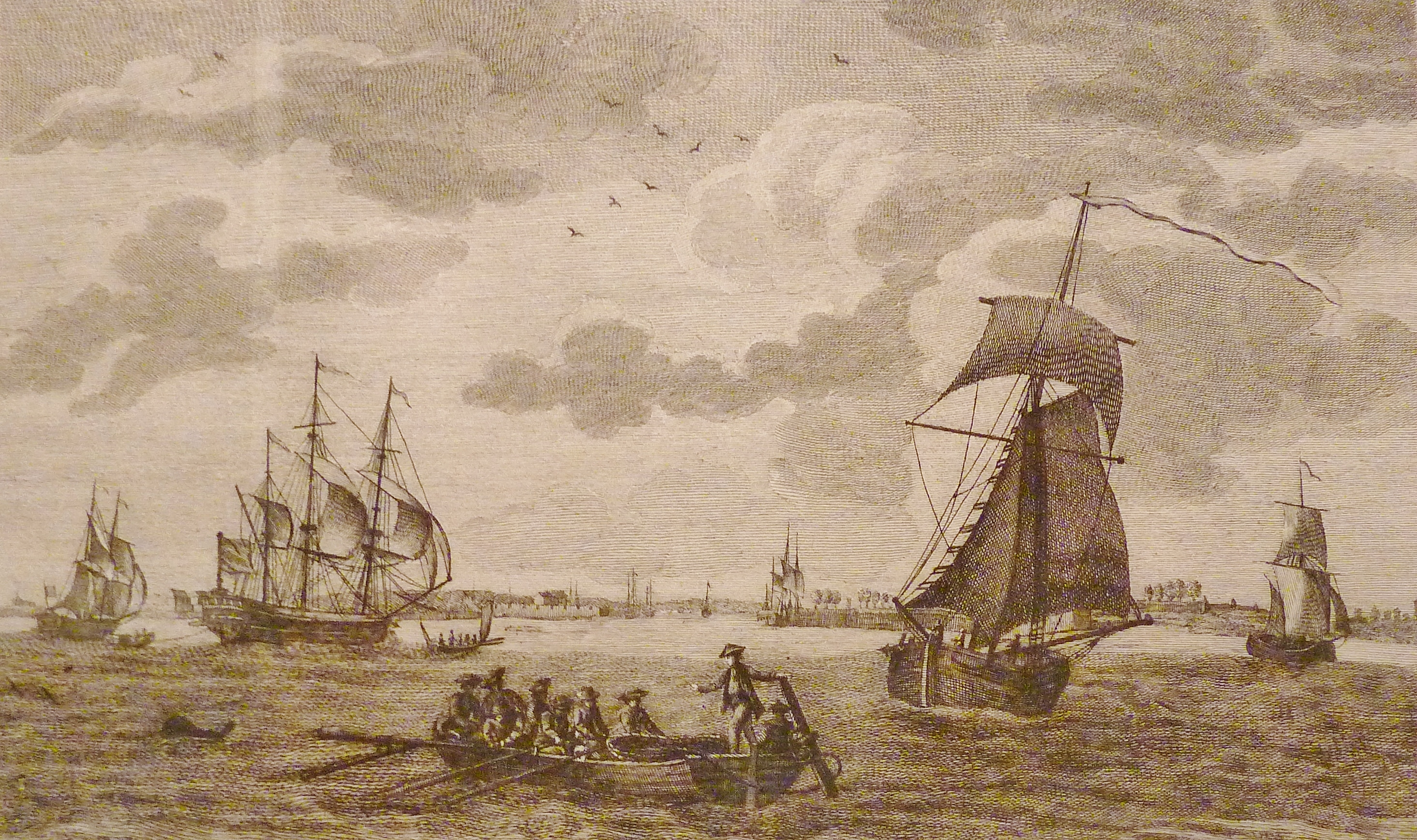
La citadelle de Port-Louis vue de la pointe de Gâvres (gravure de G. Canali d'après un dessin de Nicolas Ozanne).

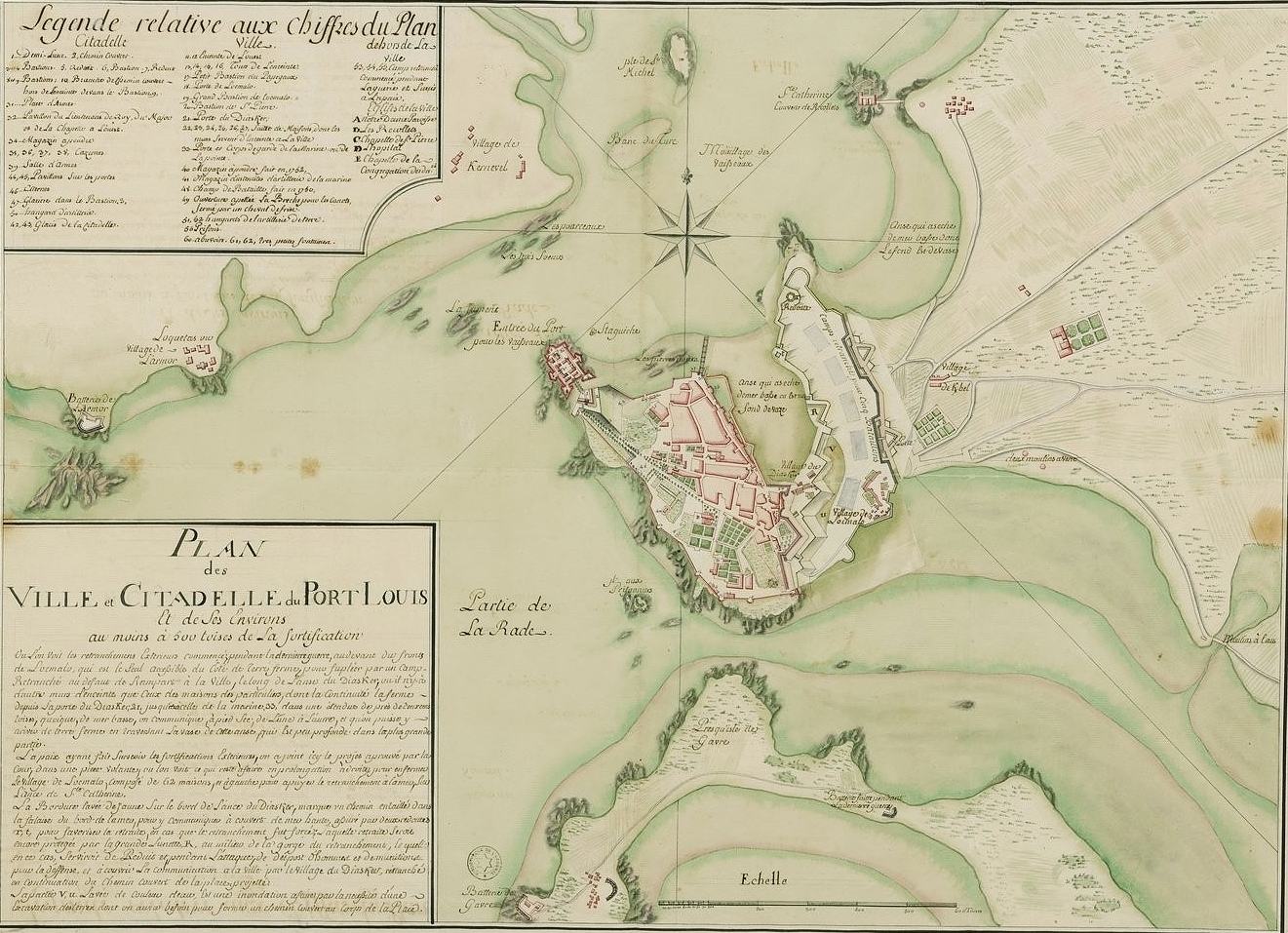
Plan de la ville et de la citadelle de Port-Louis (1758).

« Le Port-Louis ; port de mer à l'embouchure du Blavet, avec une forte citadelle de roi ; par les 5° 41' 16 de longitude et 47° 41' 50 de latitude ; à 9 lieues 3/4 de Vannes, son évêché et à 28 lieues 1/3 de Rennes. Cette ville relève du roi et compte 3 200 commnuniants ; c'est une trève de la paroisse de Riantec. On y trouve un couvent des Récollets, un hôpital militaire et une subdélégation. Il s'y tient quatre foires par an et un marché par semaine. La justice se rend aujourd'hui à Hennebon ; mais autrefois les juges de cette dernière ville étaient obligés de tenir leur siège une fois par semaine au Port-Louis. »

« (...) Il n'y a guère au Port-Louis qu'environ trois cent cinquante-six maisons, non compris toutefois celles des faubourgs. On y compte vingt-deux corps de métiers et trois compagnies de milice bourgeoise. On ignore si cette ville jouit encore du privilège d'abattre le papegault, ou papegai, privilège qu'elle a eu autrefois, comme la plupart des grandes villes de Bretagne. On sait que celui qui abat l'oiseau peut débiter, pendant une année seulement, soixante barriques de vin, sans payer les droits d'impôts ni billots. »

« Le meilleur et le principal commerce du Port-Louis se réduit à la sardine et au congre, dont les habitants font la pêche. Cette pêche se fait à Belle-Île, au Port-Louis, à Quiberon, à Concarneau, etc.. Les bâtiments dont on se sert à cet effet ne sont que de deux ou trois tonneaux, et montés de cinq à six hommes, qui vont à voiles et à rames. Ces barques sont munies d'un grand nombre de filets de vingt à trente brasses, pour en changer selon la quantité que l'on prend ; quantité qui est généralement très grande, puisque es habitants du Port-Louis vendent, année commune, environ cinq cents tonneaux de sardines aux négociants de Nantes, Saint-Malo et autres, qui les font passer dans les provinces, à Paris et même dans toute l'Espagne et la Méditerranée. La pêche au congre se fait dans l'île de Grouais et autres endroits voisins, sur des bancs de rochers qui y sont. Cette pêche n'est pas aussi abondante que celle de la sardine ; mais elle n'est pas moins lucrative. Le congre ne se sale pas ; on le fait seulement sécher comme la morue. »

« (...) Au dehors de la ville sont deux moulins à vent et un autre à eau, qui a deux roues, et peut moudre par jour quatre-vingts minots de grains, le minot du poids de quatre-vingts livres. Les deux autres peuvent en faire autant en vingt-quatre heures, avec un bon vent ; de sorte que cette ville peut se faire des magasins considérables de farine dans un pressant besoin. [L'hôpital] de la ville fut fondé en 1712, par les charités de plusieurs particuliers ; il contient trente-neuf lits. (...) Les puits et fontaines de la ville appartiennent aux particuliers ; elles sont en grand nombre, et l'ennemi ne peut en couper les sources, parce qu'elles sont dans la ville ; mais l'eau n'en est pas bonne à boire. »

### Révolution française

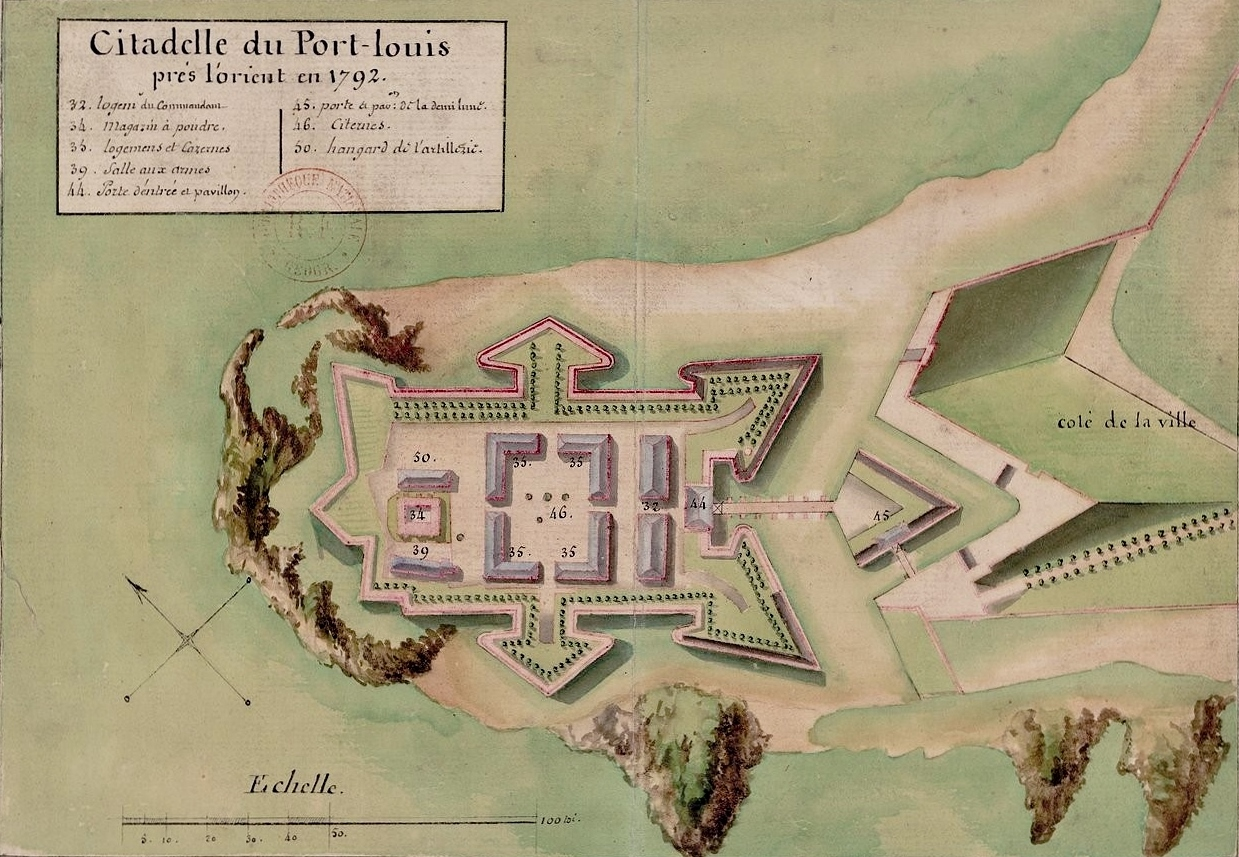
Plan de la citadelle de Port-Louis (dessin de 1792).

Sous la Révolution française, la commune porte provisoirement les noms de Port-de-l'Égalité et de Port-Liberté.
Joseph Lestrohan, notaire à Port-Louis, fut député suppléant de la sénéchaussée d'Hennebont aux États généraux de 1789, mais n'eût pas l'occasion de siéger. Début 1791, il créa à Port-Louis un club, la "Société des Amis de la Constitution" et fut ensuite juge de paix à Port-Louis.
Julien Le Formal fut nommé en 1788 recteur de la paroisse de Riantec (Port-Louis était une trève, une subdivision de celle-ci). Il fit le choix de résider à Riantec (à la différence de Jacques Colomb, le recteur précédent, qui résidait à Port-Louis), ce qui mécontenta les paroissiens de Port-Louis. Il refusa, ainsi que les autres membres du clergé de Riantec de prêter le serment de fidélité à la Constitution civile du clergé (devenant donc prêtre insermenté), à la différence du clergé de Port-Louis qui le fit, mais continua à administrer clandestinement la paroisse de Riantec. En 1792, un décret signé de Louis XVI érigea Port-Louis en paroisse distincte. Elle n'était jusqu'alors qu'une trève de la paroisse de Riantec. Elle fut canoniquement détachée de la paroisse mère, le 13 septembre 1802. Julien Le Formal fut maintenu recteur de la paroisse de Riantec qui comprenait à cette époque les territoires actuels de Riantec, Gâvres, Locmiquélic et les villages Port-Louisiens de Locmalo, La Fouesnardière et Kerbel. On attendit la mort du recteur en 1817 pour inclure Locmalo à la nouvelle paroisse.
Port-Louis accueillit favorablement la Révolution française, mais entourée de fiefs chouans, la ville était isolée et souffrit de disette pendant plusieurs années. La citadelle servit de prison pour des prêtres réfractaires et des Chouans.

### LeXIXesiècle
Port-Liberté reprend le nom de Port-Louis en 1814.

#### Port-Louis décrit en 1843
A. Marteville et P. Varin, continuateurs d'Ogée, décrivent ainsi Port-Louis en 1843 :

« Le Port-Louis : ville ; commune formée par l'ancienne paroisse de ce nom ; aujourd'hui cure de deuxième classe ; chef-lieu de perception ; bureau de poste et relai ; inspection des douanes et bureau de la principalité de Lorient ; bureau d'enregistrement. (...) Le seul village est Locmalo, encore est-il compris dans les lignes extérieures des fortifications de la place. (...) Port-Louis a perdu toute son importance à la chute de la Compagnie des Indes françaises, et Lorient a achevé d'absorber cette ville, qui aujourd'hui compte à peine les deux tiers des habitants qu'elle comptait jadis. La pêche de la sardine est restée pour le Port-Louis une industrie considérable ; on n'évalue pas à moins de 4 000 le nombre des barils de sardine que cette ville exporte annuellement. Il y a foire le dernier samedi de février, la veille de la Quasimodo, le dernier samedi de mai, le samedi avant le 15 août, le dernier lundi d'octobre et le samedi avant Noël. La route départementale n°11 du Morbihan, dite d'Hennebont à Port-Louis, est la seule qui aboutisse à cette ville. Il y a marché le mercredi et le samedi. Géologie : constitution granitique. On parle le français. »

#### L'essor de la pêche sardinière à partir de 1850

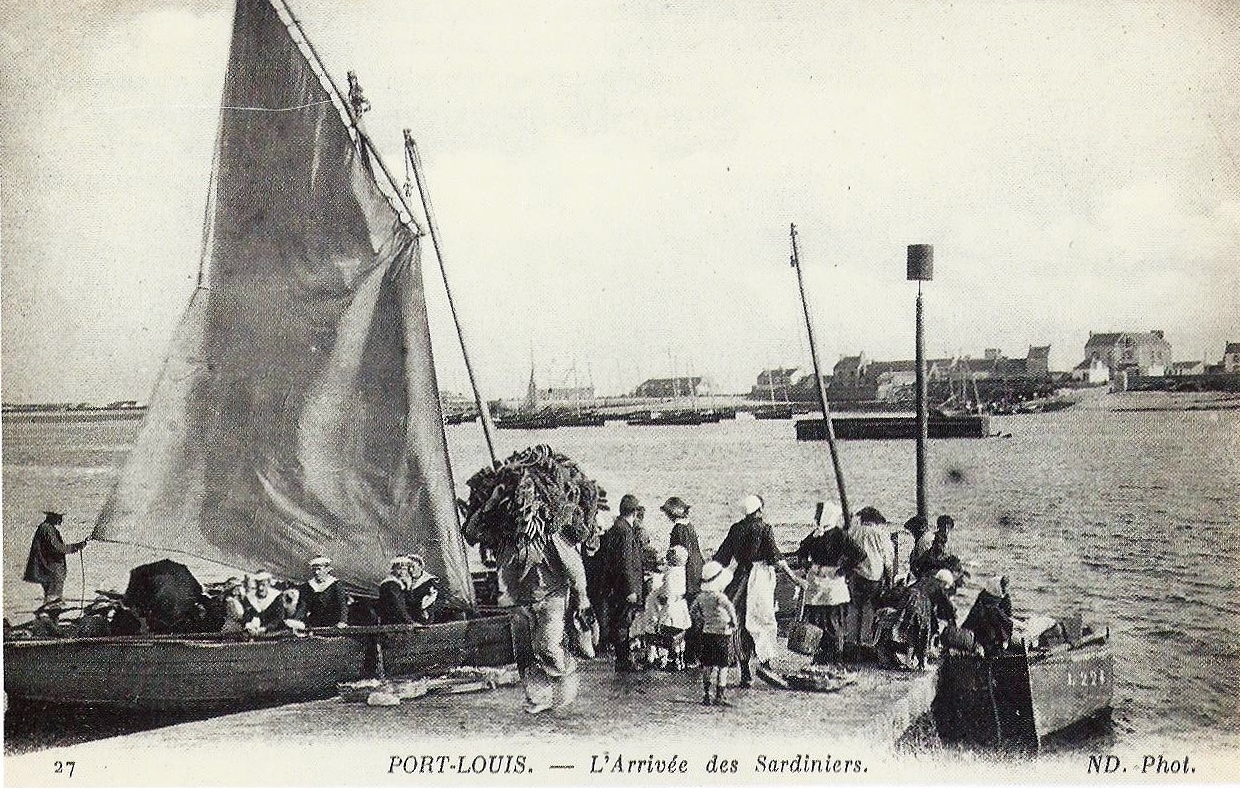
Port-Louis (Morbihan) : L'arrivée des sardiniers (carte postale ND Photo, début XXe siècle).

À Port-Louis, « la pêche est la seule industrie du canton et occupe près de trois mille hommes. Cette population autrefois misérable et dans un état voisin de l'indigence possède aujourd'hui une certaine aisance et jouit d'un bien-être qu'elle sait apprécier et qu'elle ne connaissait pas il y a à peine dix ans (...) ; les nombreux établissements qui se sont formés dans le canton (ils sont au nombre de neuf) pour la fabrication de conserves de sardines à l'huile ont fait considérablement augmenter le prix du poisson ».

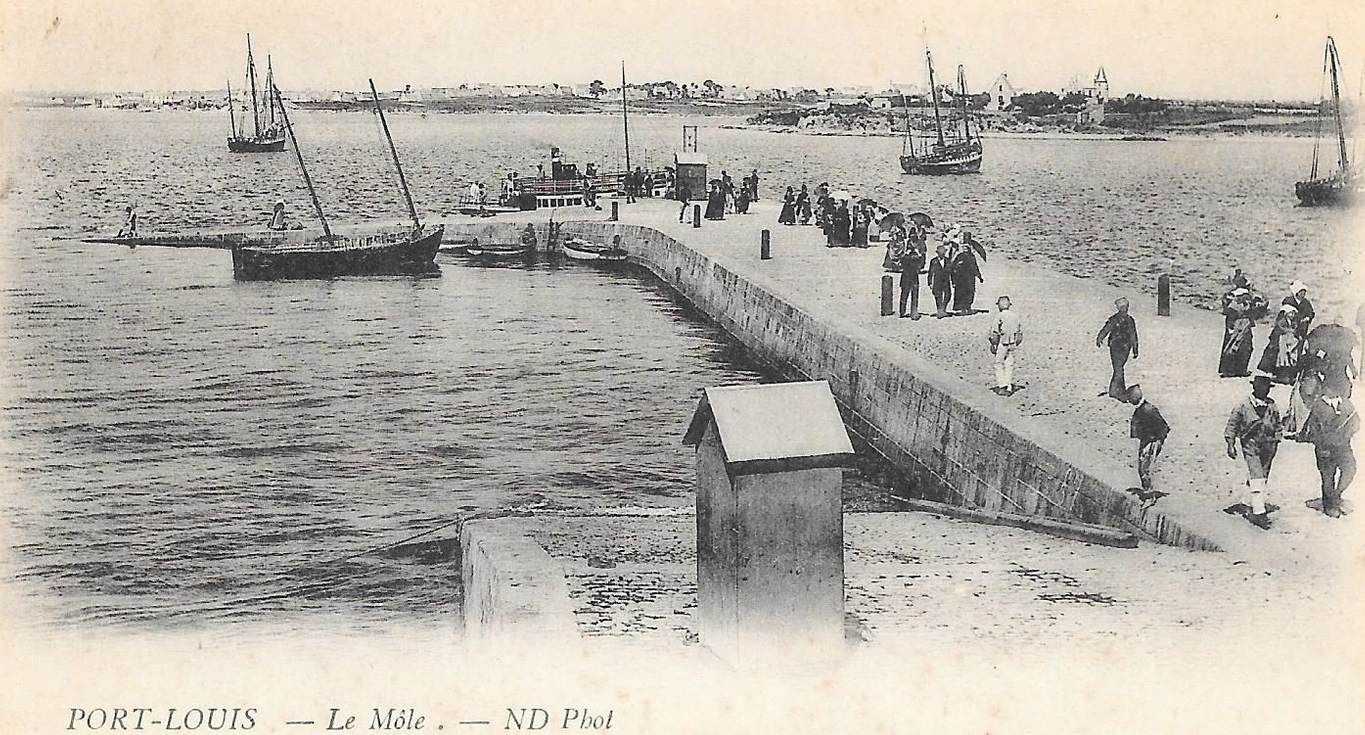
Port-Louis : le môle vers 1900 [arrivée du bateau de Lorient] (carte postale Artaud et Nozais, vers 1900).

Le 23 juillet 1881, Port-Louis est définitivement rayé du tableau des places fortes, tandis que les lignes de Loc-Malo sont classées dans la deuxième série des postes militaires.
En 1889 Benjamin Girard écrit que « l'industrie de la pêche et celle des conserves de poissons sont les seules qui donnent aujourd'hui un peu d'activité à cette ville. (...) Le port de Port-Louis n'est fréquenté que par des caboteurs et des bateaux de pêche ; l'espace abrité par la ville et la citadelle est utilisé comme port de refuge ; beaucoup de navires y relâchent par les gros temps de l'hiver (...) ». Il précise qu'en 1885 85 navires de commerce sont entrés dans le port (non compté ceux qui y ont seulement fait relâche), dont 7 venant de l'étranger, important principalement charbon, bois du Nord et rogues. Il ajoute que « Port-Louis est une station balnéaire très fréquentée par la population lorientaise » et que « le village de Locmalo, où se concentre un mouvement assez important de pêche et de vente du poisson », faubourg de Port-Louis, « sert souvent aussi de refuge aux chaloupes de Groix et aux bateaux pêcheurs de Riantec et de Gâvres » car « il est situé au sud-est de la presqu'île sur laquelle est située la ville de Port-Louis, et est tenable par presque tous les vents. On y trouve deux môles, dont l'un protège la surface intérieure du port sur mille mètres carrés environ, et un chantier de construction pour les chaloupes. On a exhaussé et élargi, en 1886, la cale du Lohic, située à l'entrée de la baie de Locmalo ».
Les pêcheurs de Locmalo participaient tous les ans, le jour de la Saint-Jean (24 juin), comme ceux des ports voisins, à la Fête des Courreaux de Groix.
Le 7 juin 1897, environ 1 500 pêcheurs, y compris 300 patrons de barques, de Port-Louis, Gâvres, Riantec, Plouhinec et Plœmeur, décidèrent de ne plus prendre la mer, protestant contre le prix auquel leurs sardines étaient achetés par les usiniers et les conditions générales de vente.

#### La guerre de 1870-1871
Jean Allary, zouave au 2e régiment de zouaves, est décédé le 27 décembre 1870 à Berlin alors qu'il était en captivité en Allemagne ; Julien Daniel, marin, est mort à bord de son bateau au Havre le 30 janvier 1871.

### LeXXesiècle

#### LaBelle Époque

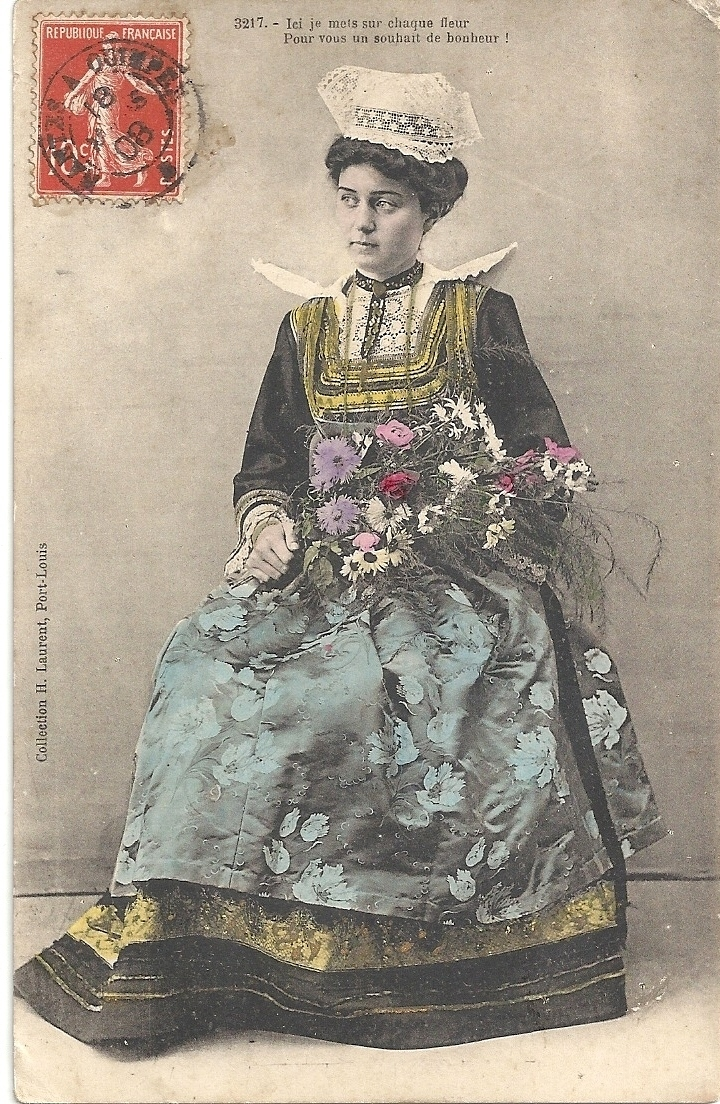
Port-Louis : une "Reine des fleurs de Bretagne" en 1908 (carte postale H. Laurent).

Le journal L'Ouest-Éclair du 12 mars 1906 écrit que l'entrevue entre les curés et les vicaires de Port-Louis et Riantec avec l'agent du fisc lors de la tentative d'inventaire des biens d'église a été des plus courtoises. « Sur le refus d'ouvrir les portes de ces églises, le receveur de l'enregistrement est reparti sans objection (...) Le bruit courait dans la région que l'abbé Martin, vicaire à Port-Louis et l'abbé Gouguec, vicaire à Riantec, avaient été conduits, menottes aux mains, à la prison de Lorient ; ce bruit est sans fondement ».
Une fête très fréquentée était organisée chaque mois de septembre à Port-Louis et une "Reine des Fleurs de Bretagne" élue, par exemple en 1910.
En novembre 1913, le chalutier Trois-Sœurs, de Port-Louis, monté par trois hommes, se perdit lors d'une tempête dans les Courreaux de Groix ; le Rémy-Marie eut plus de chance : chaviré par un coup de mer, il resta un quart d'heure environ la quille hors de l'eau, les mâts dans les lames. Les hommes, enfermés dans le poste, se croyaient perdus, quand un nouveau coup de mer, brisant les mâts, rendit au dundee son équilibre. Deux hommes furent toutefois tués, mais l'épave, avec le reste de l'équipage, put être convoyée jusqu'à La Rochelle par un chalutier à vapeur.

#### La Première Guerre mondiale
Le monument aux morts de Port-Louis porte les noms de 132 soldats et marins mort pour la France pendant la Première Guerre mondiale : parmi eux marins morts en mer (Aimé Danic le 12 octobre 1917 lors du naufrage de son bateau victime d'une tempête, René Jupier lors du naufrage de la goélette terre-neuvienne Xénophon le 26 octobre 1915 au large de Saint-Pierre-et-Miquelon et son frère Louis Jupier lors du naufrage du pétrolier Meuse II le 17 août 1917, François Jego lors du naufrage du cuirassé Suffren le 26 novembre 1916 et André Formal, mousse et Jean Tuauden, marin, à bord du Bayard-sans-Peur, un dundee le 11 octobre 1918, ces quatre bateaux tous torpillés par des sous-marins allemands) ; 3 sont morts sur le front belge dès 1914 (François Le Lohé et Louis Jan à Maissin, Maurice Baudin à Florennes, Pierre Le Costevec à Saint-Vincent, Albert Jacob, Jules Jaouen, Adolphe Lucas et Jean Moullac à Dixmude) ; trois sont morts en Turquie lors de l'expédition des Dardanelles (Louis Piron à Achibaba dans la presqu'île de Gallipoli, Eugène Monfort lors de la bataille de Sedd-Ul-Bahr et François Kerlo en captivité trois jours après l'armistice) ; cinq sont morts dans les Balkans dans le cadre de l'expédition de Salonique (Auguste Bourdais à Salonique (Grèce), Alexandre Morchain et Robert Keruhel également en Grèce, Jean Dréano et Raymond Guégan à Monastir (Macédoine du Nord), Joseph Léna en Serbie) ; deux (Auguste Perron et Jean Le Rallic) sont morts en captivité en Allemagne ; la plupart des autres sont morts sur le sol français, sauf Pierre Le Port, mort au Mexique le 8 mai 1915 lors d'une opération de maintien de l'ordre. Alphonse Duguey, médecin-major, est mort en Roumanie après la fin de la guerre le 4 février 1919 alors qu'il était membre d'une mission médicale.
Deux soldats sont morts pour la France en 1920 au Levant (Yves Samson le 25 juin 1920 à Brémaré (actuellement en Syrie) et Gustave Cado le 15 novembre 1950 à Mersin (actuellement en Turquie) lors de la Campagne de Cilicie).

#### L'entre-deux-guerres
L'entre-deux-guerres voit le déclin de Port-Louis : le port de pêche subit la concurrence du port voisin de Lorient en plein essor, l'hôpital maritime est transféré à Lorient en 1936. Ce déclin économique se poursuit après la Seconde Guerre mondiale avec la fermeture successive de toutes les conserveries. La ville tente de se reconvertir dans le tourisme et le port devient essentiellement un port de plaisance.

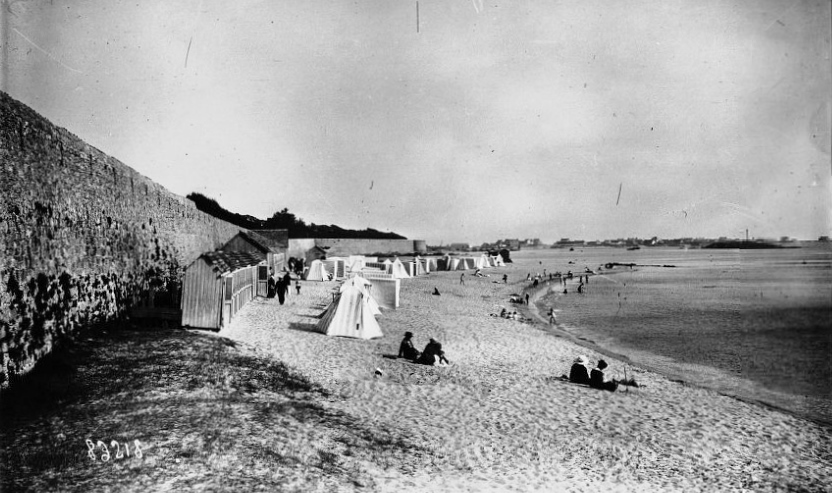
La plage de Port-Louis en 1920 (photographie Agence Meurisse).
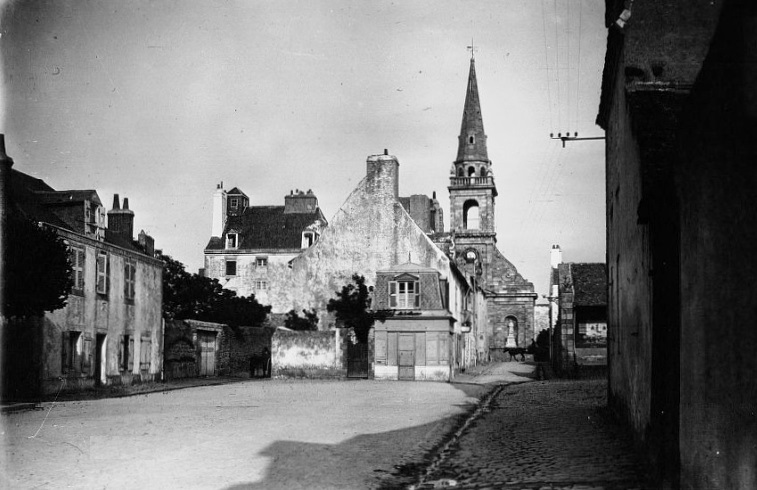
L'église de Port-Louis en 1920 (photographie Agence Meurisse).
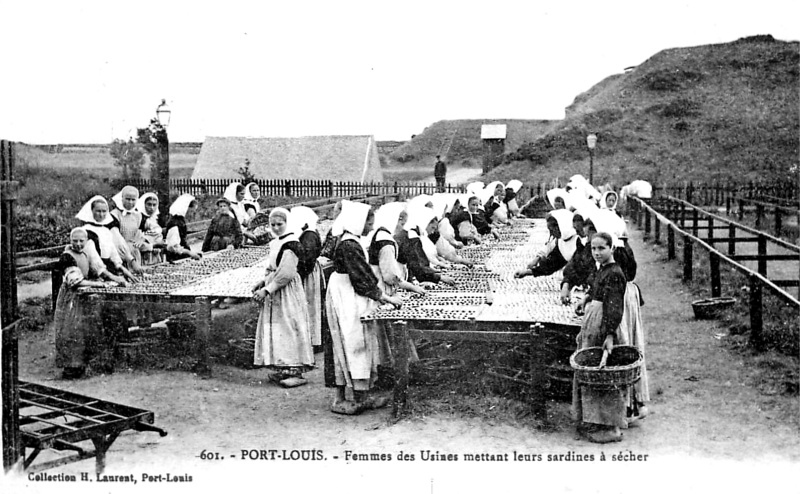
Femmes des usines mettant leurs poissons à sécher (carte postale H. Laurent, vers 1920).
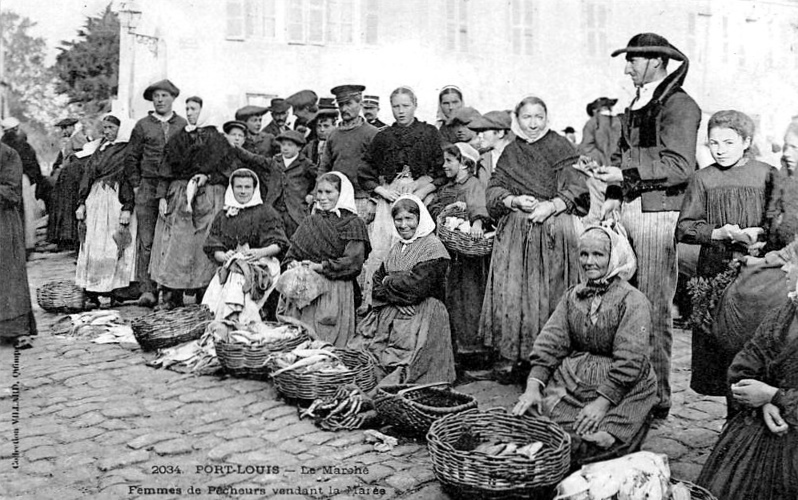
Femmes de pêcheurs vendant la marée au marché de Port-Louis (carte postale Villard, vers 1920).
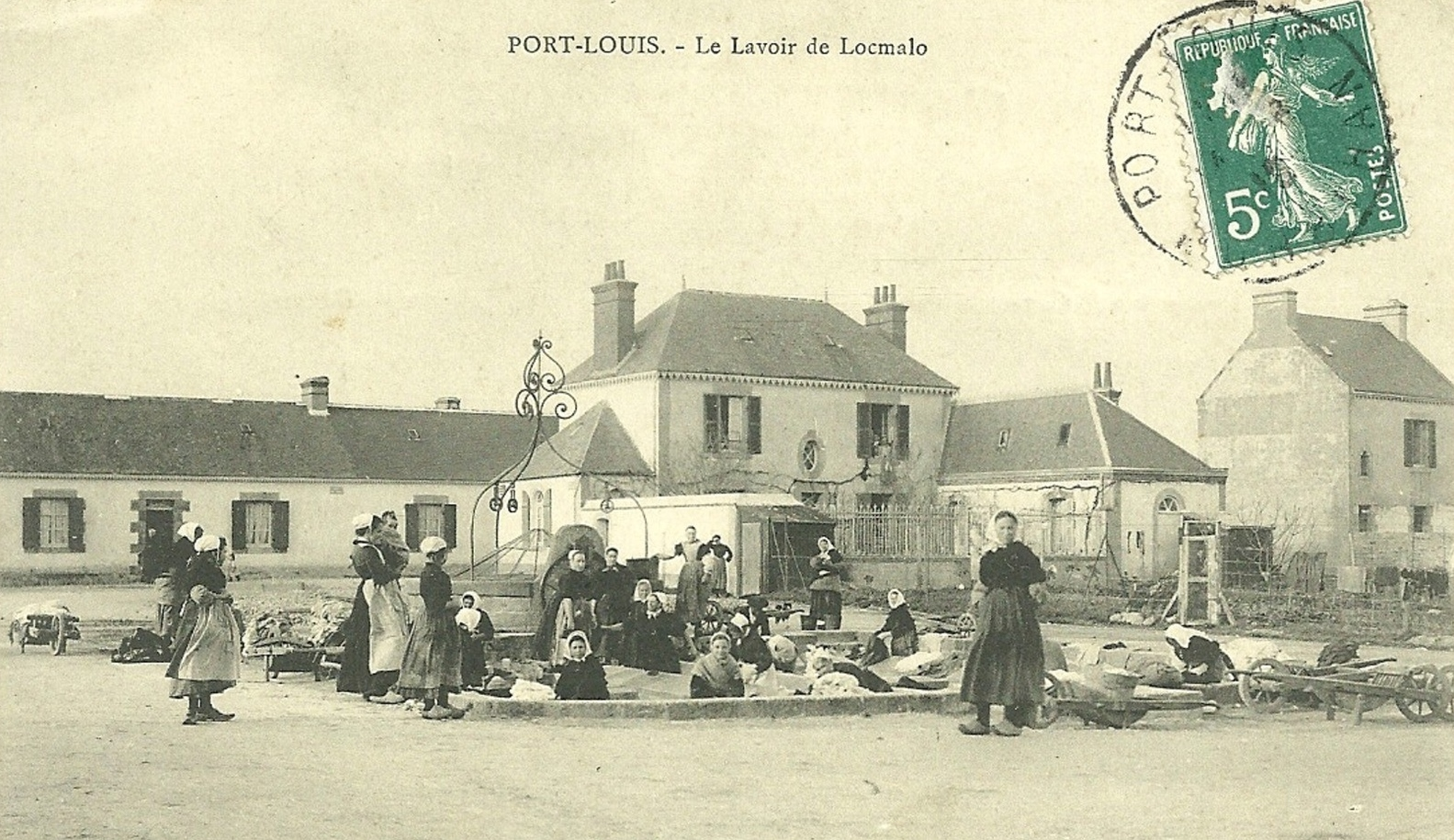
Le lavoir de Locmalo vers 1920 (carte postale).
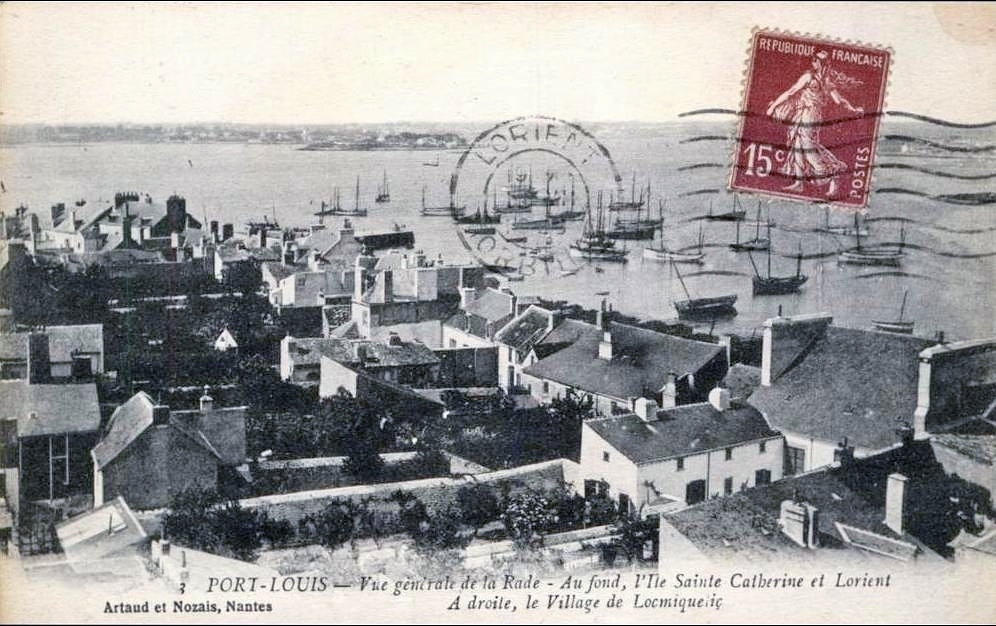
Port-Louis au premier plan ; vue générale de la Rade de Lorient ; au fond l'Île Saint-Michel et Lorient ; à droite Locmiquélic.

La tempête du 17 au 21 septembre 1930 :  elle dura quatre jours et cinq nuits, frappant principalement la côte atlantique française ; 27 thoniers disparurent, partis principalement des ports bretons de Port-Louis, Groix, Étel, Douarnenez et Concarneau, provoquant la mort de 207 marins dont 48 du quartier maritime de Concarneau. Cette tempête a été la plus forte et la plus meurtrière du XXe siècle en France.

#### La Seconde Guerre mondiale

##### Les Port-Louisiens pendant la Seconde Guerre mondiale
Le monument aux morts de Port-Louis porte les noms de 32 personnes mortes pour la France pendant la Seconde Guerre mondiale : parmi elles Maurice Le Pennec est mort en mer lors du naufrage du sous-marin Sfax, torpillé par le sous-marin allemand U-37 le 19 décembre 1940 au large du Maroc ; Jacques Le Normand, résistant FFI fut fusillé par les Allemands au Fort de Penthièvre le 13 juillet 1944 ; Joseph Le Cam (gendarme à Plouay) est mort au camp de concentration de Neuengamme et Adrien Marmet (gendarme à Port Louis), résistant lui aussi déporté dans le même camp de concentration, est mort à Wilhelmshaven où il était affecté dans un kommando de travail ; Marie-Louise Moru, résistante, est morte au camp de concentration d'Auschwitz et Louis Séché, lui aussi résistant, dans celui d'Oranienbourg-Sachsenhausen ; Louis Toumelin et Jacques Tournay, eux aussi résistants, sont morts également alors qu'ils étaient déportés en Allemagne ; André Caradec, Frédéric Léopold Pesqueur, Marcel Pigeon et René Jouanno sont morts en captivité en Allemagne ; Louis et Pierre Guillau ainsi que Pierrette Prado et Jean Tréquesser sont des victimes civiles tuées pour faits de guerre, de même que Frédéric Marie Pesqueur, victime d'un bombardement à Lorient ; Louis Brasquer est mort des suites de ses blessures reçues par une grenade lancée par une colonne allemande alors que, gendarme de la brigade de Pont-Croix, il tentait de protéger les populations civiles de Plozévet qui fêtaient l'arrivée prochaine des troupes alliées ; Louis Baron et Louis Laléous sont en fait morts lors des premiers troubles précurseurs de la guerre d'Indochine en 1945 au Tonkin.
La ville a beaucoup souffert des bombardements alliés lors des combats de la « poche de Lorient » afin de libérer la région de l'occupation allemande en 1945.

##### Les emprisonnements et exécutions dans la Citadelle
Pendant la Seconde Guerre mondiale, la Citadelle du Port-Louis sert de prison, de centre de torture et de lieu d'exécution de résistants.
Le 27 avril 1944 le général Fahrmbacher, commandant du 25e corps d'armée allemand (basé à Pontivy) donna l'ordre d'incarcérer les résistants faits prisonniers dans la citadelle de Port-Louis. À partir de mai 1944 une section spéciale du tribunal de la Feldkommandantur de Rennes, crée, en raison de l'abondance des affaires à juger, deux tribunaux locaux, l'un à Port-Louis, l'autre au Fort de Penthièvre, lesquels condamnent de nombreux résistants à mort dans le Morbihan ; celui de Port-Louis prononça, sans que les accusés soient entendus, 69 condamnations à mort.
Selon l'historien Jean-Claude Catherine « les exécutions se passaient vers 5 heures du matin. Le peloton de soldats était aux ordres du lieutenant Hermann Fuchs, 30 ans, qui commandait la compagnie disciplinaire de la citadelle. Celui-ci était sous les ordres du général Walter Düvert qui, en tant que chef de la 265e division d'infanterie basée en Bretagne-Sud, s'impliquait directement dans l'activité de la citadelle, interdisant les échanges de lettres et de colis entre les prisonniers et leurs familles, ainsi que la présence d'un aumônier pour assister les fusillés. Les victimes, dont beaucoup avaient les pieds et mains entourés de fils de fer et les yeux bandés, étaient abattues au bord de la fosse et recevaient le coup de grâce d'une rafale de mitraillette ».
Parmi les fusillés, par exemple Joseph Le Trequesser, gendarme, résistant FFI.
Le 18 mai 1945 un charnier était découvert dans la citadelle de Port-Louis, contenant 69 cadavres, parmi lesquels six corps ne purent être identifiés (trois d'entre eux ont pu être identifiés par la suite), dont celui d'une femme. Un 70e cadavre a été découvert en 1995 à l'intérieur de la citadelle. Aucun témoignage précis concernant les exécutions, qui auraient eu lieu entre le 9 mai 1944 pour les premières d'entre elles et juillet 1944 pour les dernières, n'a pu être recueilli, mais seulement de vagues témoignages d'un tchèque et d'un polonais qui étaient incorporés de force dans les compagnies disciplinaires allemandes, qui parlèrent des fosses dissimulées par un stand de tir et des ruines.
Le 19 mai 1945 les corps exhumés furent alignés le long du muret de la citadelle afin que les proches de disparus puissent les identifier : les deux plus jeunes avaient 18 ans, le plus âgé 49 ans. La liste des résistants exécutés peut être consultée sur un site Internet.
Le 9 février 1951 un jugement fut rendu par le tribunal militaire français de Rennes, condamnant à deux ans d'emprisonnement le lieutenant Fuchs, chef du peloton d'exécution (mais il n'effectua pas sa peine en vertu de la loi d'amnistie du 16 août 1947 ; un autre lieutenant allemand (qui avait procédé à des interrogatoires) fut acquitté et un adjudant poursuivi pour coups et blessures volontaires, condamné par contumace (car il parvint à s'évader en mai 1948) à 5 ans d'emprisonnement. Le général Fahrmbacher, remis aux autorités françaises par les Américains après la reddition de la poche de Lorient, fut emprisonné jusqu'en 1950, et le général Düvert, dont un rapport d'enquête des policiers français en date du 17 novembre 1947 avait montré le « rôle clé » dans la mise en œuvre des exécutions sommaires, réussit à échapper aux policiers français, et a vécu tranquillement en Allemagne jusqu'à sa mort, sous sa véritable identité. Le juge qui aurait voulu l'entendre dut se contenter d'une déclaration écrite de ce dernier, transmise par la justice allemande, où il affirma que "comme soldat de la Wehrmacht", il avait gardé "le blason de son armée immaculé".

##### Le mémorial devant la Citadelle
En octobre 1945, le Conseil municipal de Port-Louis fut sollicité par la mère de l'un des résistants exécutés, Madame Le Corre (de Lescouet en Gouarec) afin d'édifier un mémorial en mémoire des résistants exécutés dans la citadelle. Le Saux, maire de Port-Louis, fit les démarches nécessaires et obtint l'autorisation de la construire sur le terrain militaire des Pâtis ; il lança une souscription qui fut soutenue par les différents journaux de la région ; la proximité de la Citadelle, bâtiment classé, imposa l'avis des Beaux-Arts et l'organisation d'un concours d'architecte. Le mémorial fut inauguré le 30 octobre 1960.

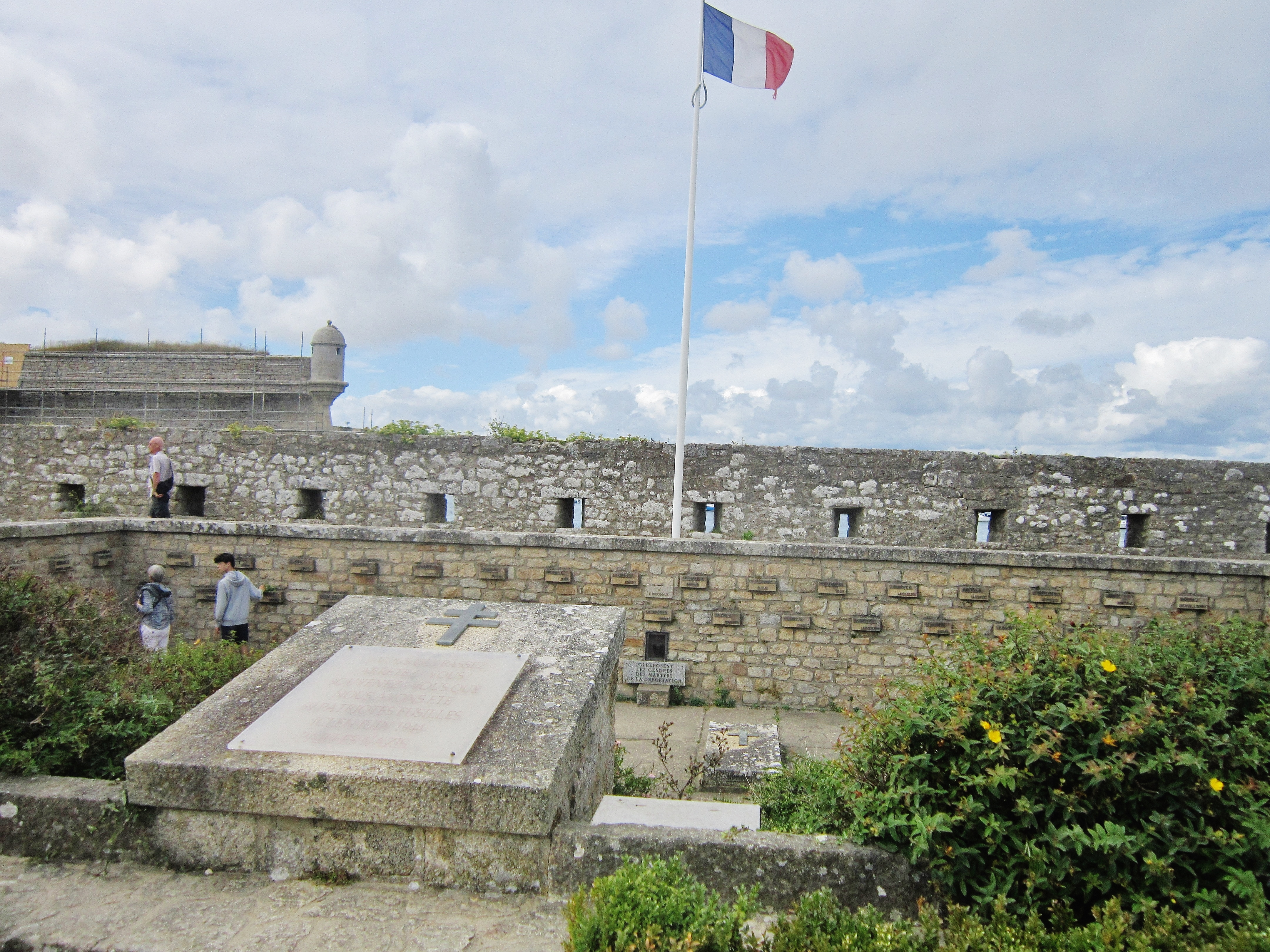
Le mémorial en mémoire des résistants exécutés devant la Citadelle de Port-Louis.
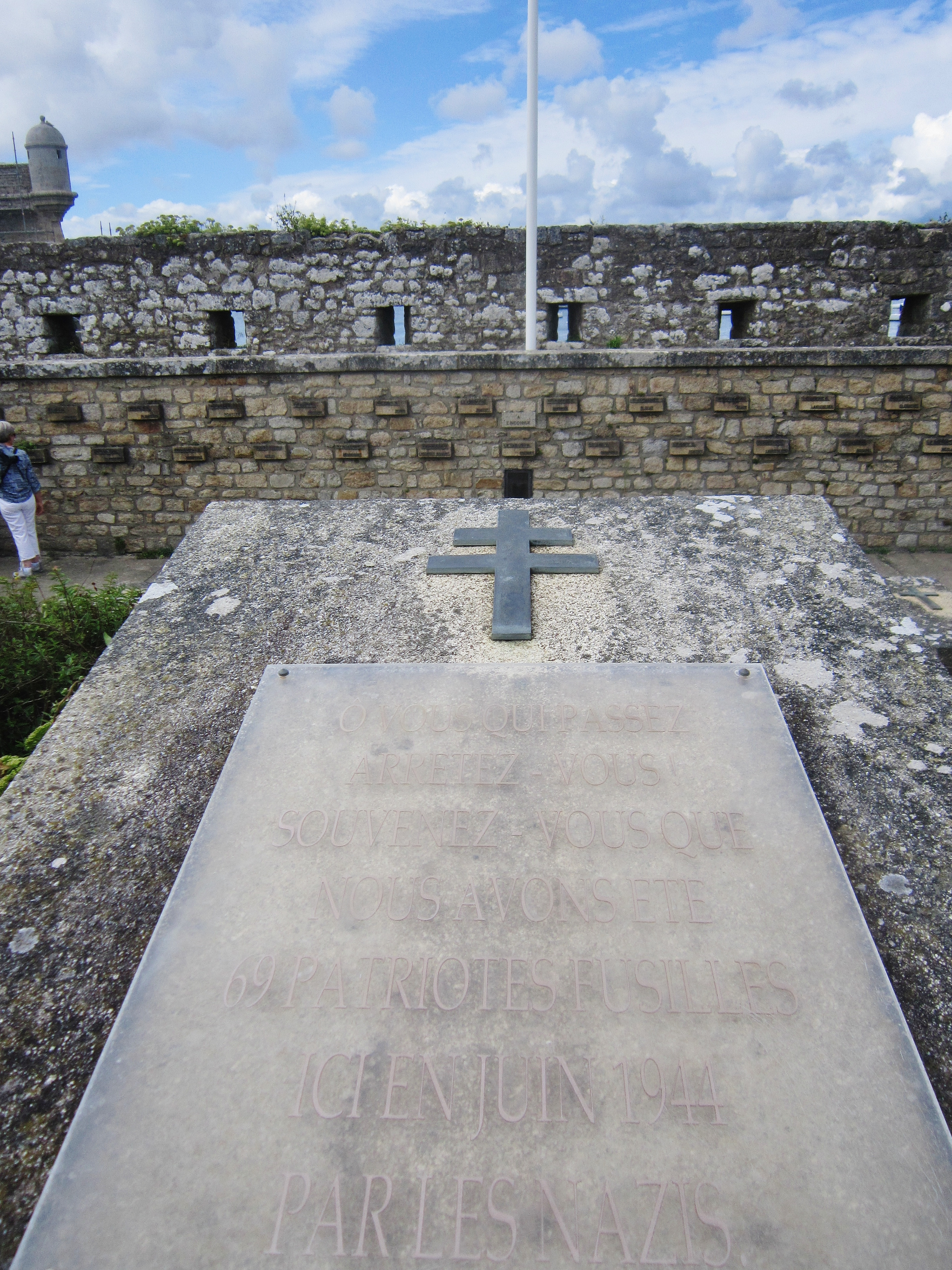
La plaque commémorative du mémorial placé devant la Citadelle de Port-Louis en mémoire des résistants exécutés.

#### L'après Seconde Guerre mondiale
Six soldats originaires de Port-Louis (Henri Bourgeois, Lucien Colin, Joseph Le Cam, Marcel Le Clouerec, Marcel Le Devehat et Ernest Le Nalio) sont morts pour la France pendant la guerre d'Indochine ; il faut en fait y ajouter Louis Baron et Louis Laléous, inscrits sur le monumentaux morts comme morts pendant la Seconde Guerre mondiale car décédés en 1945. Trois soldats de la commune (Henri Coudraye, Joseph Eveno et Michel Le Livec) sont morts pendant la guerre d'Algérie.
En 1959 le village de Kerbel, qui faisait partie de Locmiquélic, a été rattaché à la commune de Port-Louis, à la demande de ses habitants.

## Blasonnement
|  | Les armoiries de Port-Louis se blasonnent ainsi : D'azur à une ancre d'argent surmontée de trois fleurs de lys d'or rangées en chef. |

## Politique et administration

### Rattachements administratifs et électoraux

#### Circonscriptions de rattachement
Port-Louis appartient à l'arrondissement de Lorient et au canton d'Hennebont depuis le redécoupage cantonal de 2014. Avant cette date, elle était le chef-lieu du canton de Port-Louis.
Pour l'élection des députés, la commune fait partie de la deuxième circonscription du Morbihan, représentée depuis juin 2017 par Jimmy Pahun (MoDem-ENS). Sous la Ve République, Port-Louis a toujours appartenu à la 2e circonscription. Auparavant, elle était rattachée à la deuxième circonscription de Lorient (1928-1940).

#### Intercommunalité
La commune appartient à Lorient Agglomération, anciennement Communauté d'agglomération du Pays de Lorient ou Cap l'Orient, depuis le 26 décembre 1995. Cette intercommunalité a succédé au SIVOM du Pays de Lorient, créé en décembre 1973 et remplacé par un district en novembre 1990.
Port-Louis fait aussi partie du Pays de Lorient au sens de la loi Voynet de 1999.

#### Institutions judiciaires
Sur le plan des institutions judiciaires, la commune relève du tribunal judiciaire (qui a remplacé le tribunal d'instance et le tribunal de grande instance le 1er janvier 2020), du tribunal pour enfants, du conseil de prud’hommes et du tribunal de commerce de Lorient, de la cour d’appel et du tribunal administratif de Rennes et de la cour administrative d'appel de Nantes.

### Administration municipale
Le nombre d'habitants au dernier recensement étant compris entre 2 500 et 3 499, le nombre de membres du conseil municipal est de 23.

### Liste des maires

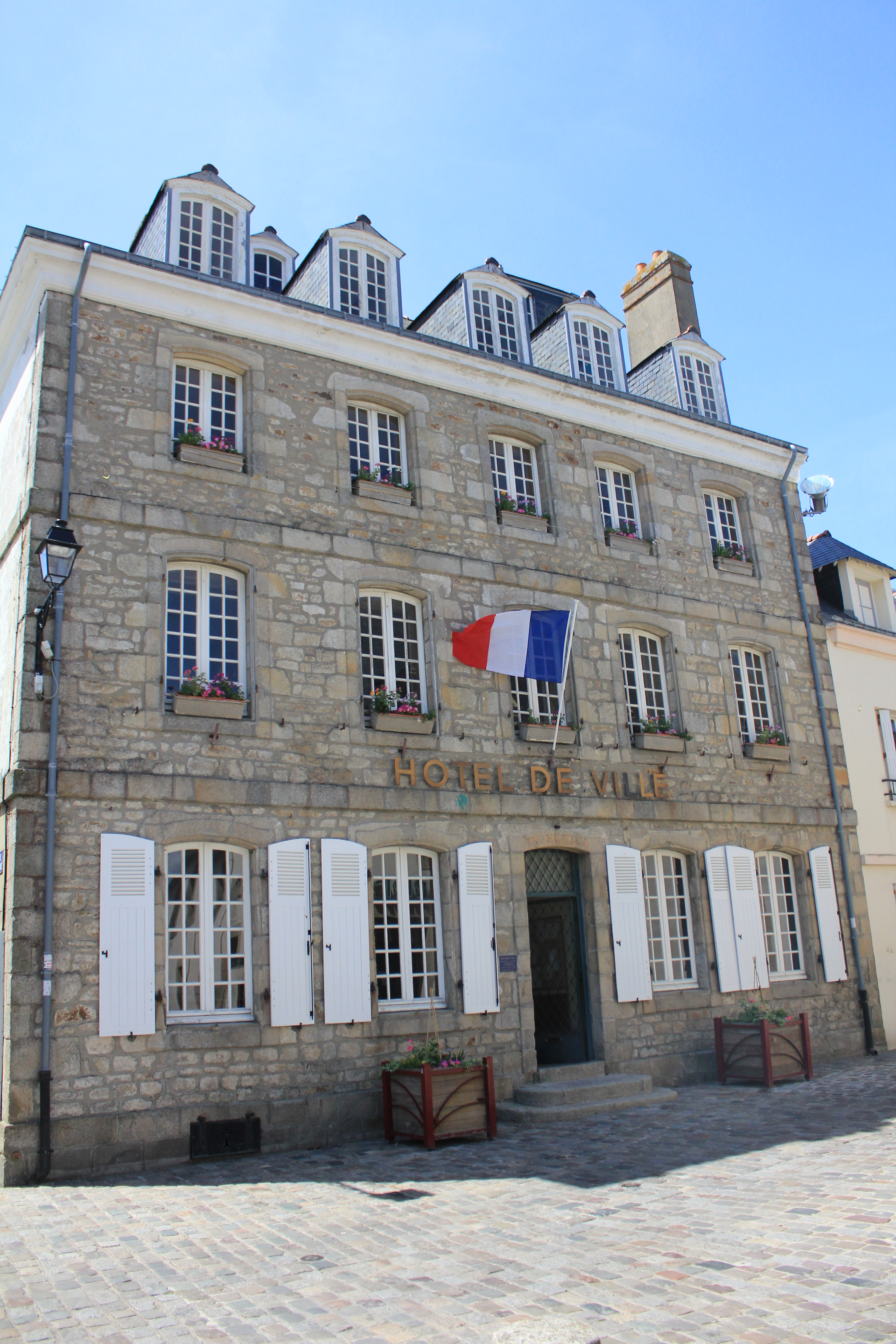
Mairie de Port-Louis.

### Tendances politiques et résultats
Élections municipales et communautaires de 2020
| Tête de liste            | Tête de liste   | Liste | Premier tour | Premier tour | Sièges | Sièges |
| Tête de liste            | Tête de liste   | Liste | Voix         | %            | CM     | CC     |
| ------------------------ | --------------- | ----- | ------------ | ------------ | ------ | ------ |
|                          | Daniel Martin   | DVG   | 694          | 55,74        | 18     | 1      |
| Port-Louis Avenir        |                 |       | 694          | 55,74        | 18     | 1      |
|                          | Jacky Le Sausse | SE    | 551          | 44,26        | 5      | 0      |
| Ensemble pour Port-Louis |                 |       | 551          | 44,26        | 5      | 0      |

Élections municipales et communautaires de 2014
| Tête de liste              | Tête de liste | Liste    | Premier tour | Premier tour | Second tour | Second tour | Sièges  | Sièges  |
| Tête de liste              | Tête de liste | Liste    | Voix         | %            | Voix        | %           | CM      | CC      |
| -------------------------- | ------------- | -------- | ------------ | ------------ | ----------- | ----------- | ------- | ------- |
|                            | Daniel Martin | DVG      | 523          | 34,13        | 692         | 42,82       | 17      | 1       |
| Port-Louis Avenir          |               |          | 523          | 34,13        | 692         | 42,82       | 17      | 1       |
|                            | Muriel Jourda | DVD      | 459          | 29,96        | 574         | 35,51       | 4       | 0       |
| Port-Louis, vivre ensemble |               |          | 459          | 29,96        | 574         | 35,51       | 4       | 0       |
|                            | Jimmy Pahun   | DVG      | 329          | 21,47        | 350         | 21,65       | 2       | 0       |
| Port-Louis avec vous       |               |          | 329          | 21,47        | 350         | 21,65       | 2       | 0       |
|                            | Roland Aubrée | UMP (UD) | 221          | 14,42        | Retrait     | Retrait     | Retrait | Retrait |
| Servir Port-Louis          |               |          | 221          | 14,42        | Retrait     | Retrait     | Retrait | Retrait |

### Jumelage
| Ville | Ville        | Pays | Pays      | Période     |
| ----- | ------------ | ---- | --------- | ----------- |
|       | Bad Harzburg |      | Allemagne | depuis 1992 |

Entre 1992 et 2023, la commune était jumelée avec la ville allemande de Bad Harzburg (Basse-Saxe). Michel Vigouroux et Klaus Homann, maires de l'époque, en furent les initiateurs.

## Démographie
L'évolution du nombre d'habitants est connue à travers les recensements de la population effectués dans la commune depuis 1793. Pour les communes de moins de 10 000 habitants, une enquête de recensement portant sur toute la population est réalisée tous les cinq ans, les populations de référence des années intermédiaires étant quant à elles estimées par interpolation ou extrapolation. Pour la commune, le premier recensement exhaustif entrant dans le cadre du nouveau dispositif a été réalisé en 2005.

En 2022, la commune comptait 2 689 habitants, en évolution de +2,4 % par rapport à 2016 (Morbihan : +3,82 %, France hors Mayotte : +2,11 %).
| 1793  | 1800  | 1806  | 1821  | 1831  | 1836  | 1841  | 1846  | 1851  |
| ----- | ----- | ----- | ----- | ----- | ----- | ----- | ----- | ----- |
| 2 562 | 3 033 | 3 128 | 2 549 | 2 591 | 2 712 | 3 139 | 2 922 | 2 972 |

| 1856  | 1861  | 1866  | 1872  | 1876  | 1881  | 1886  | 1891  | 1896  |
| ----- | ----- | ----- | ----- | ----- | ----- | ----- | ----- | ----- |
| 2 730 | 2 937 | 3 188 | 3 456 | 3 262 | 3 269 | 3 159 | 3 431 | 3 468 |

| 1901  | 1906  | 1911  | 1921  | 1926  | 1931  | 1936  | 1946  | 1954  |
| ----- | ----- | ----- | ----- | ----- | ----- | ----- | ----- | ----- |
| 3 784 | 3 876 | 4 026 | 3 681 | 3 511 | 3 367 | 3 432 | 2 905 | 3 910 |

| 1962  | 1968  | 1975  | 1982  | 1990  | 1999  | 2005  | 2006  | 2010  |
| ----- | ----- | ----- | ----- | ----- | ----- | ----- | ----- | ----- |
| 4 140 | 3 921 | 3 715 | 3 327 | 2 986 | 2 808 | 2 927 | 2 980 | 2 718 |

| 2015  | 2020  | 2022  | - | - | - | - | - | - |
| ----- | ----- | ----- | - | - | - | - | - | - |
| 2 621 | 2 672 | 2 689 | - | - | - | - | - | - |

## Lieux et monuments
La ville comprend de nombreux monuments du fait d'une riche activité historique :
- la citadelle de Port-Louis,
- le bastion et la tour du Bastion,
- les fortifications,
- le parc à boulets...

Les deux magasins à poudre sont situés à l'intérieur du front de mer sud, l'un à peu près au niveau de la tour de Nesmond, qui date de 1750, le second, plus petit, à proximité du bastion du Papegaut.
Le grand magasin à poudre de 1750 est un édifice magnifique, par son décor et sa structure. Son environnement est constitué par l'hôpital des Récollets, le lavoir et la fontaine qui forment un ensemble unique pour la visite.
- Chapelle Saint-Pierre, construite en style néoclassique ; elle a remplacé en 1859 l'église de 1553, elle-même située à l'emplacement d'un édifice du XIe siècle.
- Monastère des Récollets - rue de la Citadelle - Le monastère de 1675 fut transformé en hôpital maritime en 1795. Après l'incendie de 1945, il ne reste que le portail monumental néoclassique du début du XIXe siècle et un bâtiment d'accompagnement de la même époque.
- La fontaine des Récollets.
- Le bastion du Papegaut.
- L'église Notre-Dame-de-l'Assomption.
- La mairie ( Inscrit MH (1945)). L'Hôtel de Ville est un immeuble bâti vers 1770 par Dominique Ollivier, alors chirurgien-major. Cette haute maison de style Louis XV fut habitée par Henri Guihéneuc, maire de Port-Louis entre 1866 à 1875 et possède sur le toit une "guette", belvédère à la mode de la Belle Époque.

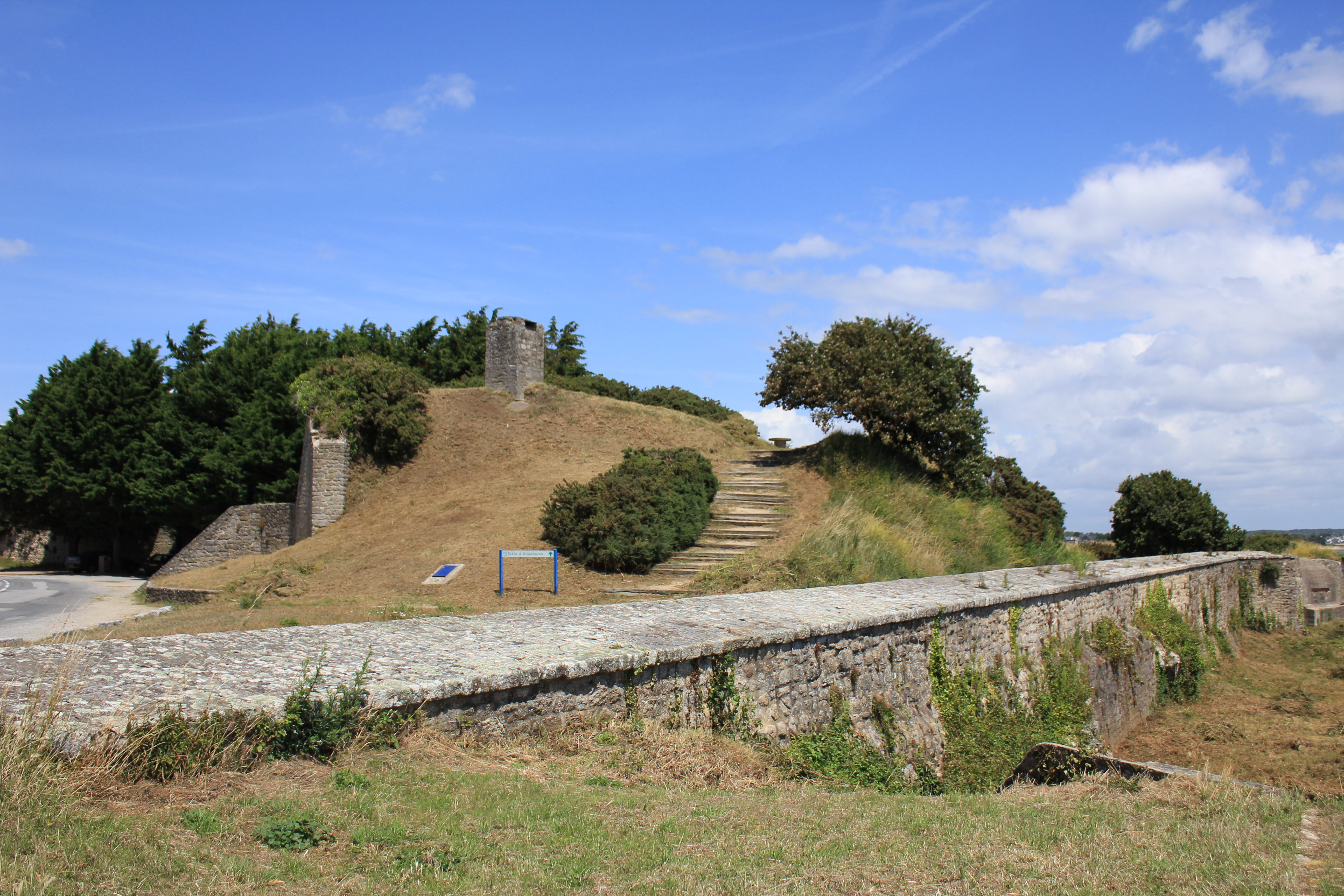
Bastion Le Papegaut.
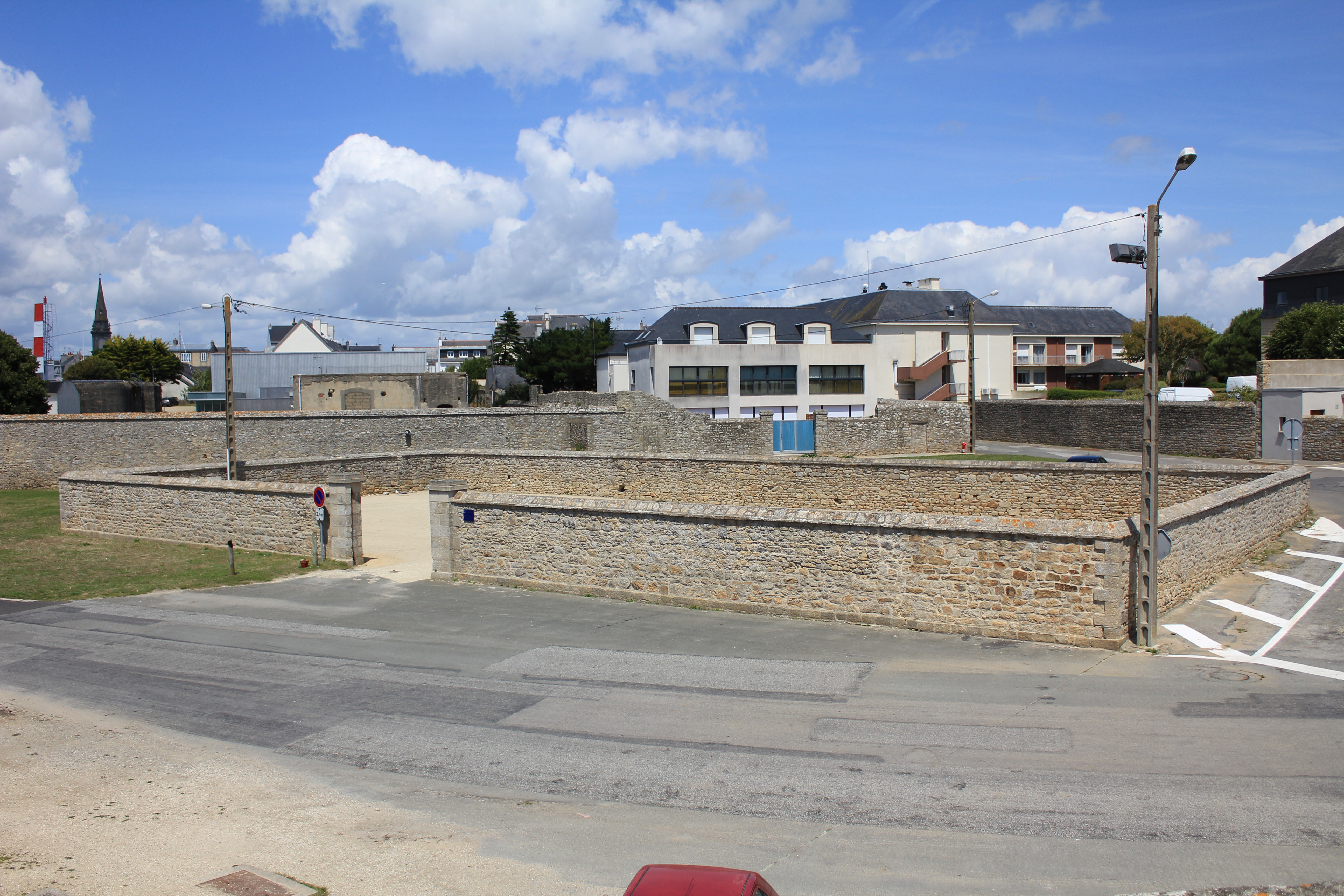
Parc à boulet.
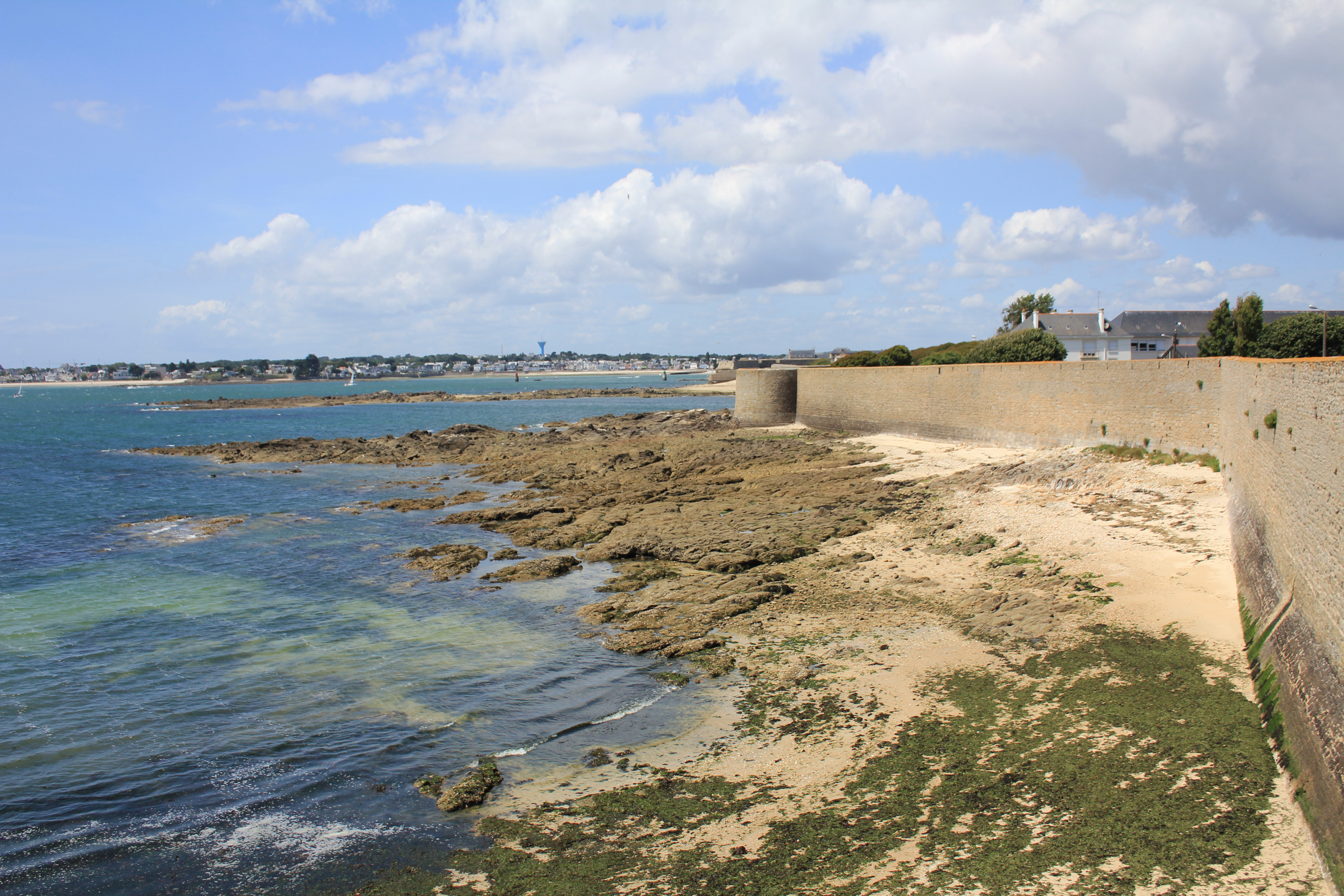
Remparts.
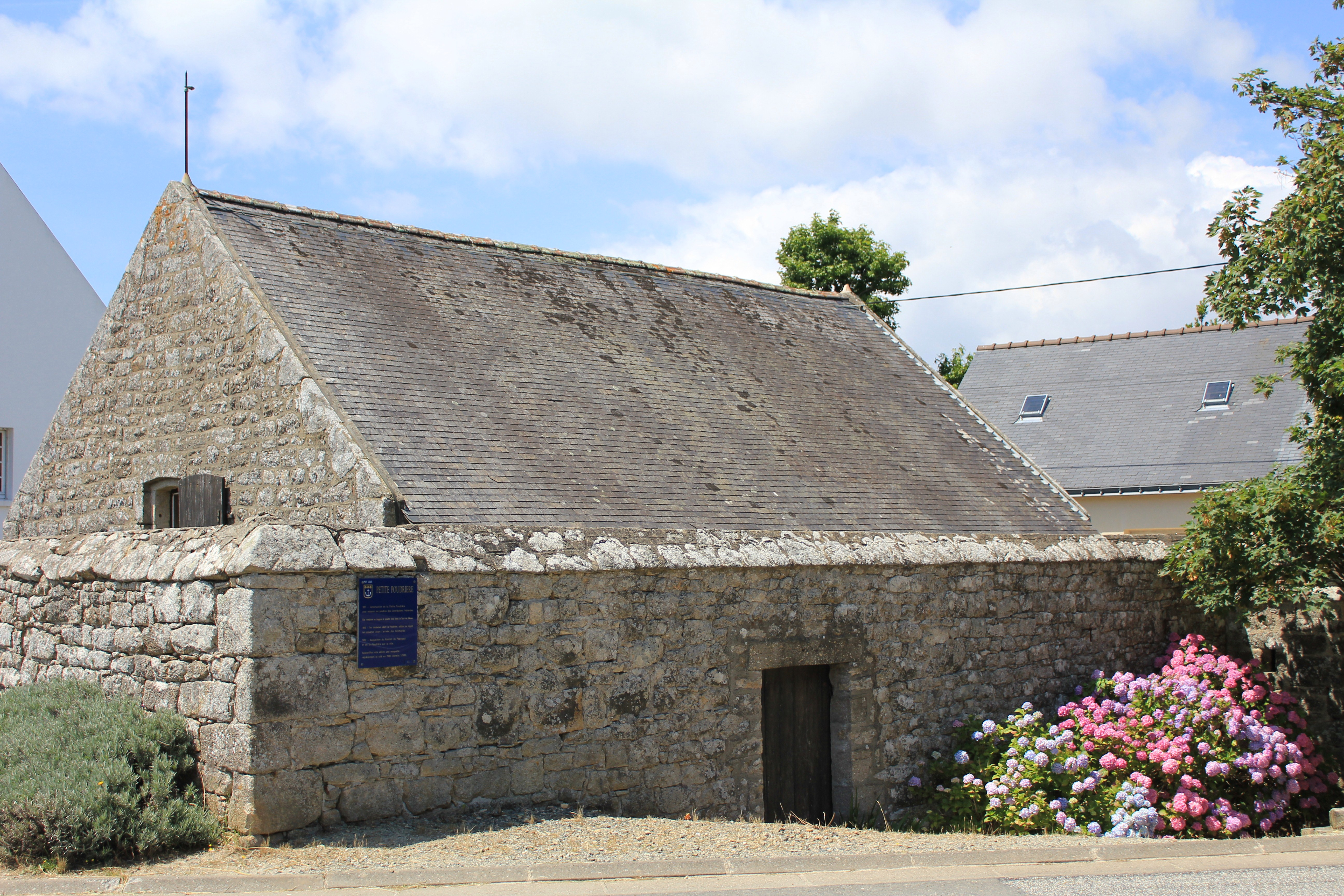
Petit magasin à poudre.
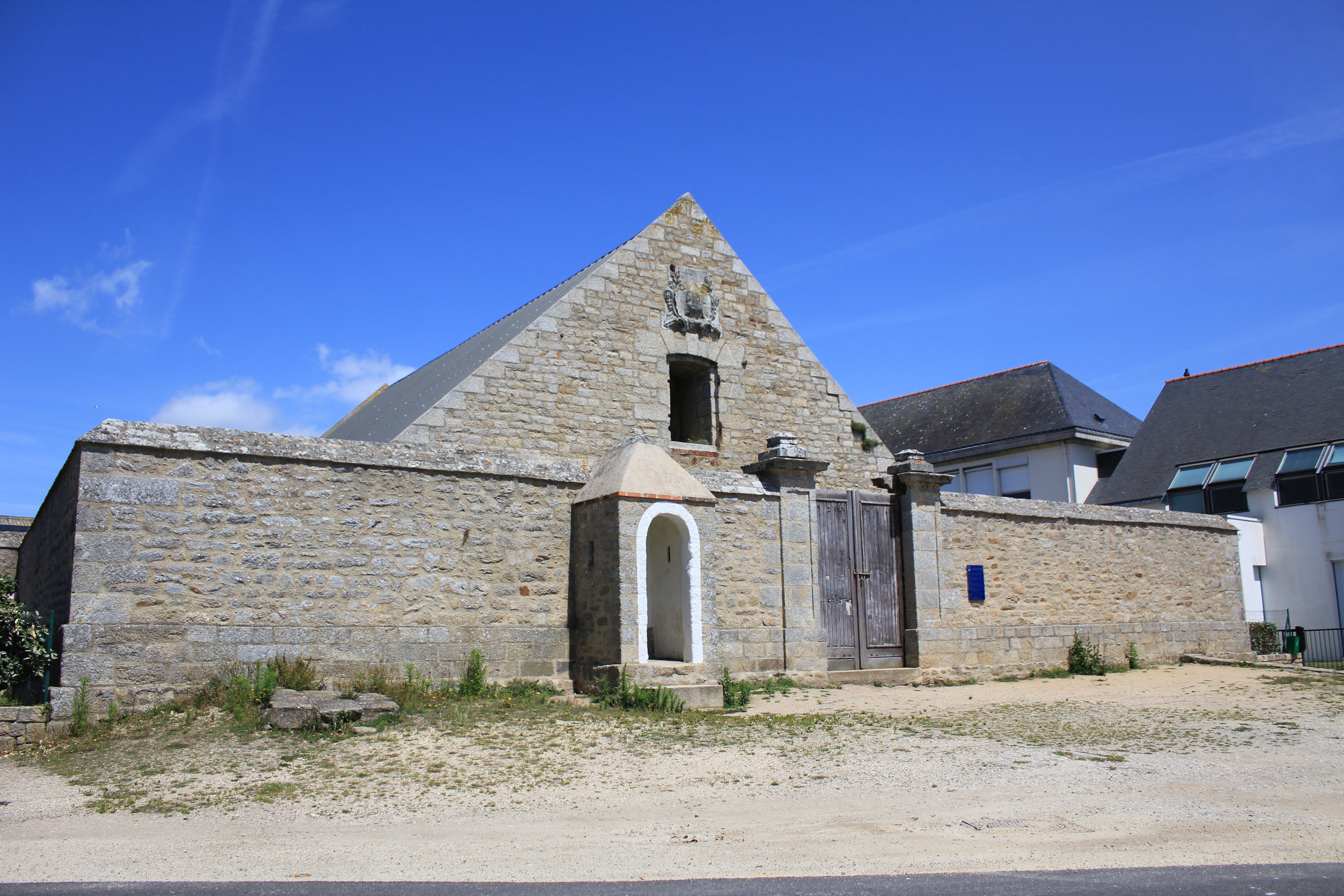
Grand magasin à poudre.
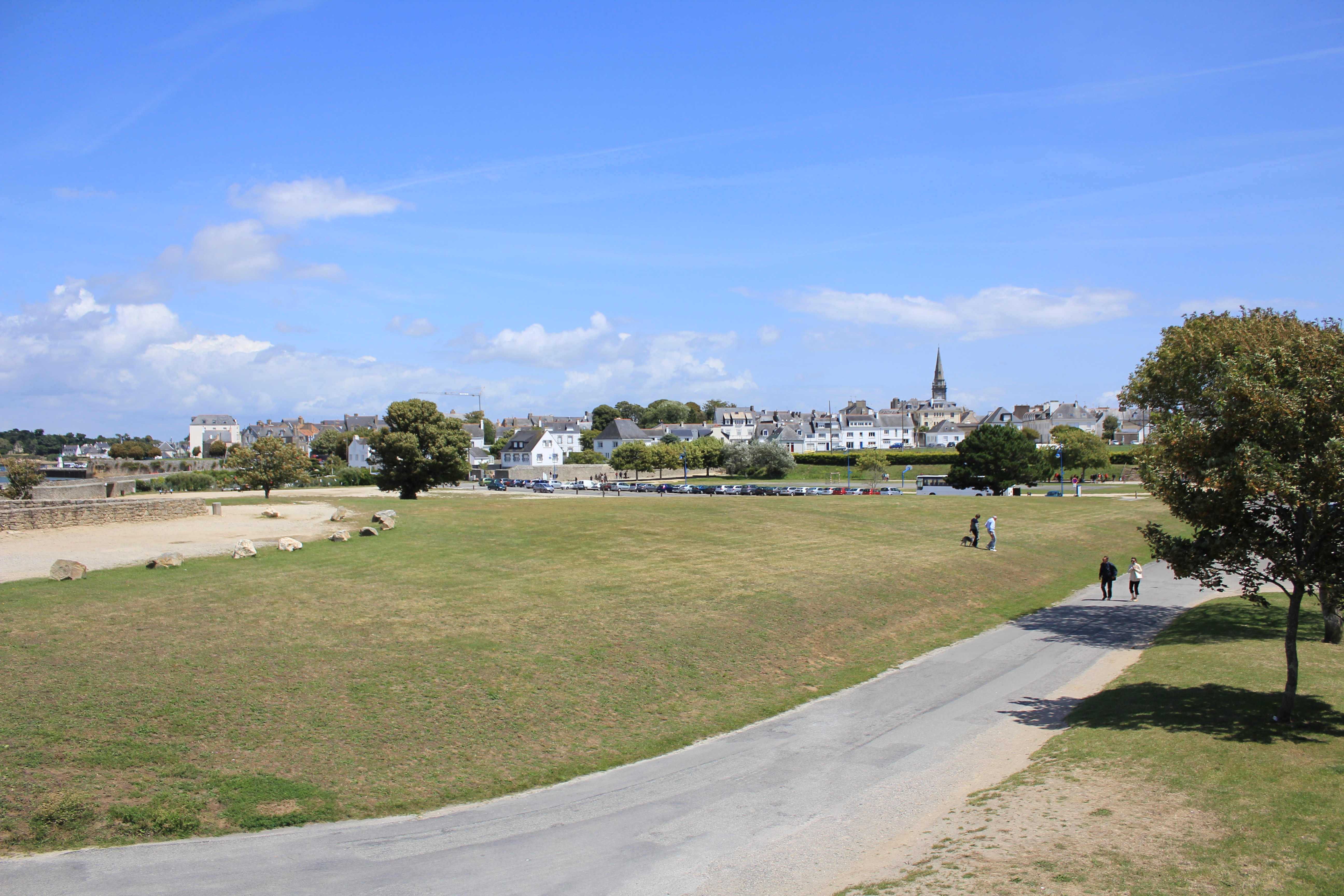
Esplanade des Patis.
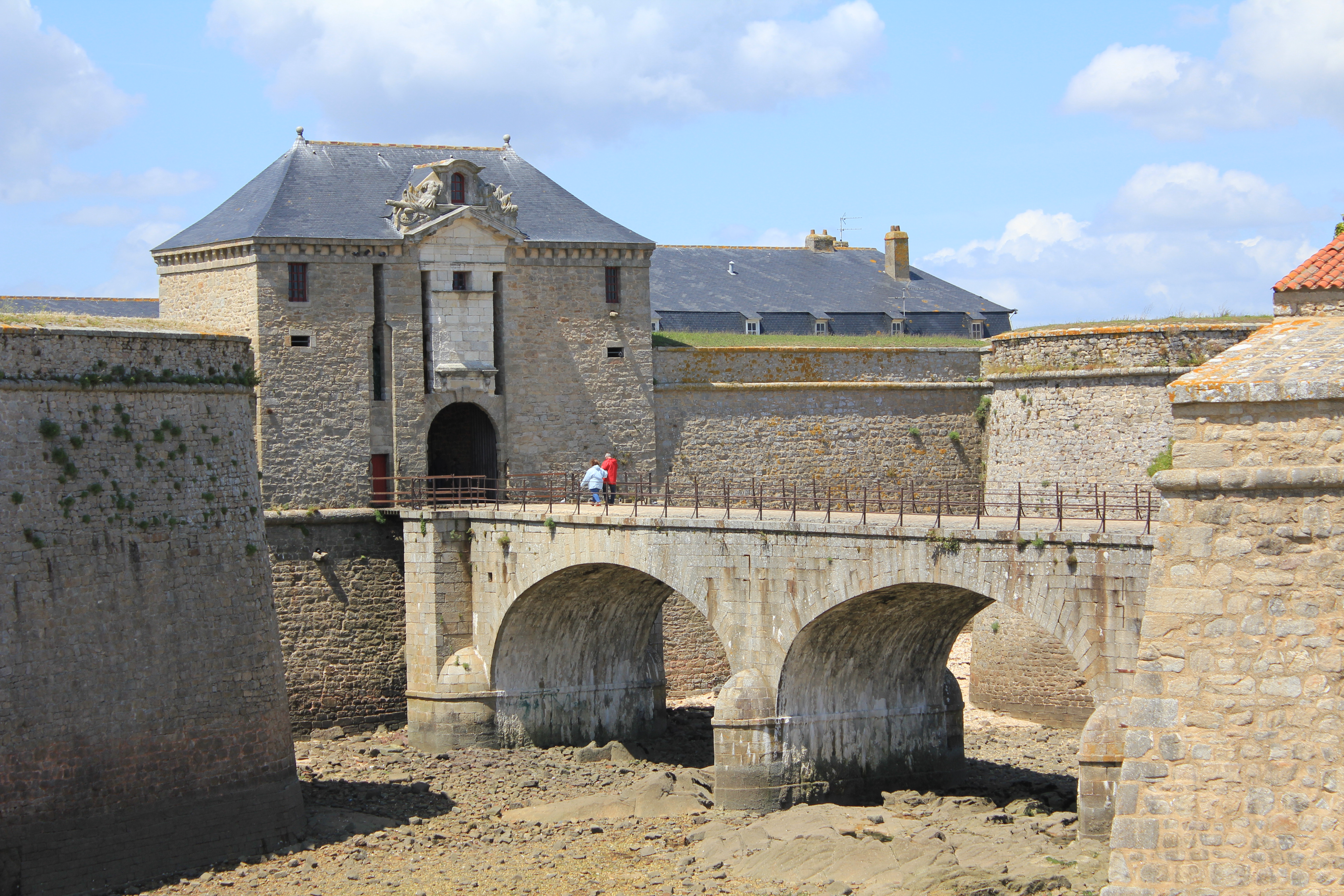
Citadelle.
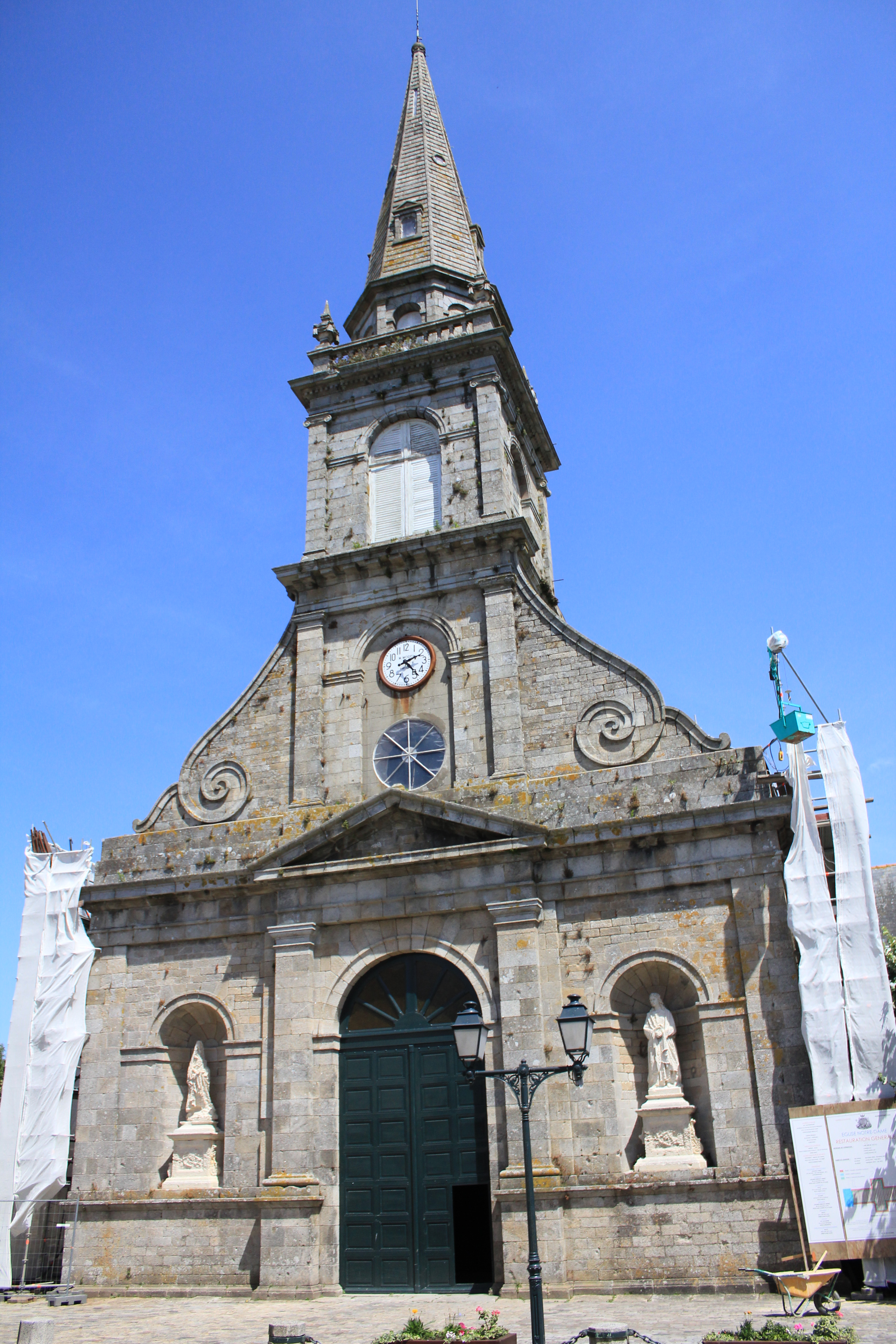
Église Notre-Dame-de-l'Assomption.
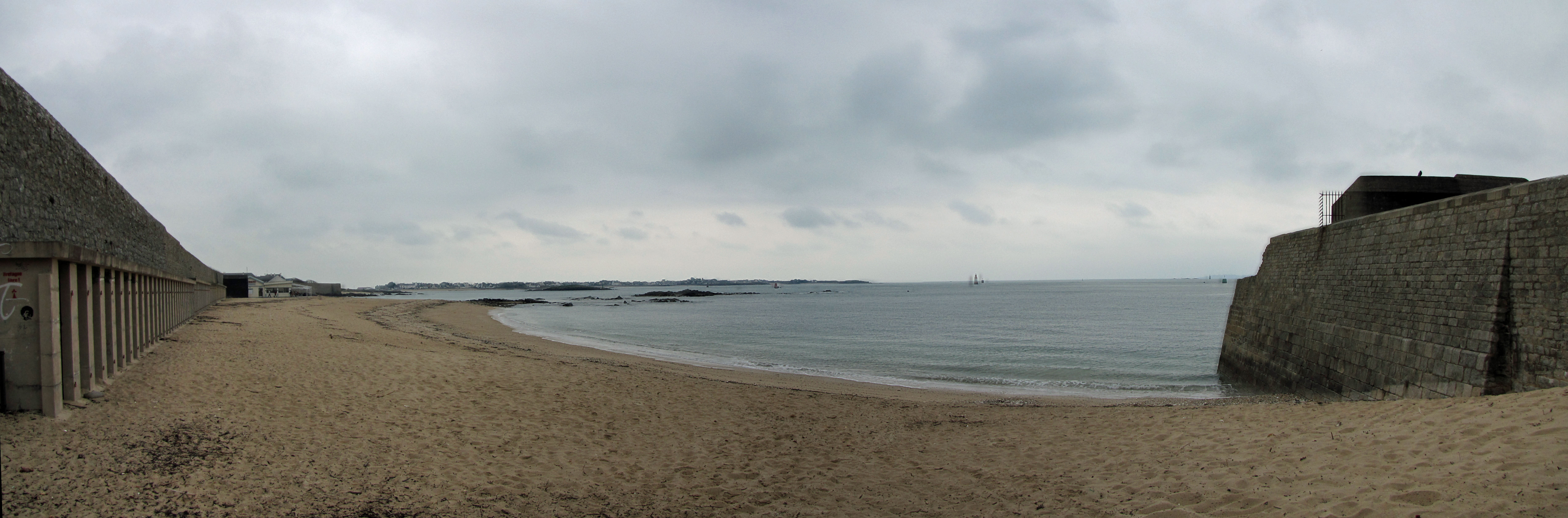
Plage au pied de la citadelle.

- De nombreuses maisons de Port-Louis, qualifiées de "maisons espagnoles", ont par le passé été couvertes avec des tuiles ; celles-ci provenaient en fait de Bordeaux[67].

## Personnalités liées à la commune
- Charles Claude de Ruis-Embito (1705-1776), commissaire, puis contrôleur, du port de Rochefort, puis directeur de l'arsenal de Brest.
- Jean-François de Surville (1717-1770), est un marin et explorateur port-louisien de naissance.
- Julien Crozet (1728-1780), natif de Riantec, officier de marine qui donna notamment son nom aux îles Crozet ; le lycée professionnel porte son nom.
- Zacharie Allemand (1762-1826), natif de la commune, amiral d’Empire.
- Yves Marie Branthome (1763 - 1833), Chimiste, Professeur à la Faculté des Sciences de l'Académie de Strasbourg.
- Jean Edmond Filhol de Camas (1767-1854), natif de la commune, général des armées de la République et de l'Empire.
- Jean-Marie (Jean) Dutertre (1768-1811), est un corsaire port-louisien de naissance, ami et rival de Surcouf dans l'Océan Indien.
- Christopher Condent (1690-1770), pirate anglais installé au Port-Louis.
- Jean Eugène Laurent (1802 à Port-Louis-1882 à Lorient,) homme politique, député du Morbihan de 1841 à 1842.
- Henri Bourgeois  (1900-1948), colonel à l'État-Major de la 1re DFL, Compagnon de la Libération[68].
- Henri-François Buffet (1907-1973), historien et archiviste paléographe. Il a publié plusieurs livres sur Port-Louis et y possédait une maison.
- Joël Jouanneau, (1946) auteur et metteur en scène. Il réside actuellement au Port-Louis et y organise régulièrement des événements culturels.
- Feodor Atkine (1948), acteur, connu comme voix française de Hugh Laurie dans la série télévisée Dr House, y possède une maison.
- Laurent Bourdelas[69], (1962) historien, écrivain et photographe, y séjourne régulièrement et a publié divers ouvrages inspirés par Port-Louis.
- Christian Bos, est un navigateur et un skipper professionnel français. Il habite à Port-Louis

## Culture

### Tableaux

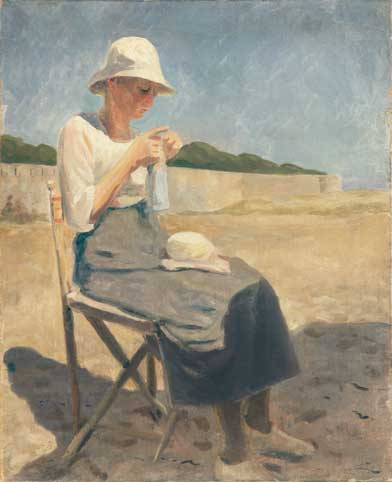
Étienne Buffet, Portrait de Miette, faisant du crochet, assise sur un pliant sur la plage. Mur du Port-Louis dans le fond, 1919. (41 × 33 cm)
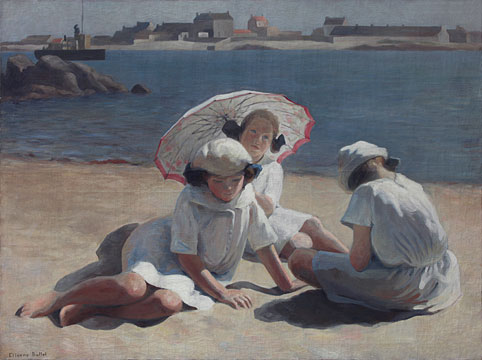
Étienne Buffet, Les trois petites sur la plage du Lohic, 1922. (97 × 130 cm)
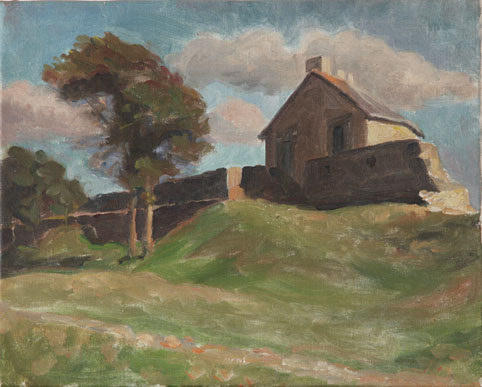
Étienne Buffet, La tour Saint-François, 1925. (33 × 41 cm)
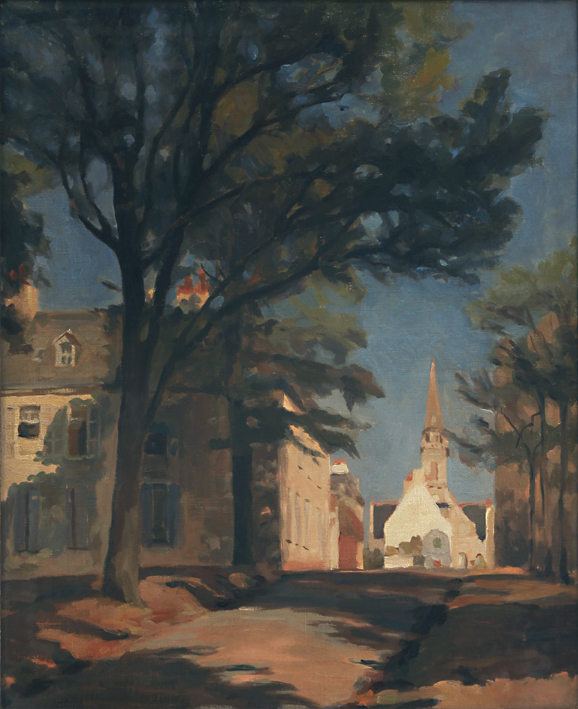
Étienne Buffet, Rue Notre Dame, vue des pâtis, 1926. (61 × 50 cm)
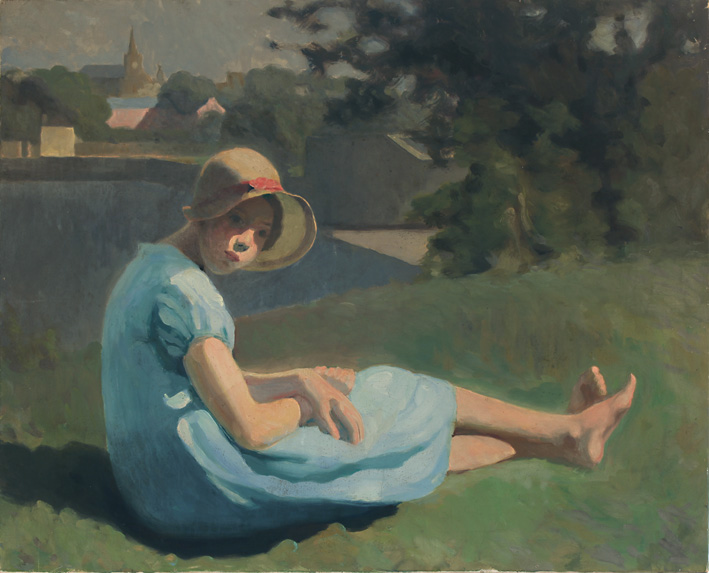
Étienne Buffet, Anne Lescouët au sommet de la citadelle, Port-Louis au fond, 1933. (81 × 100 cm)
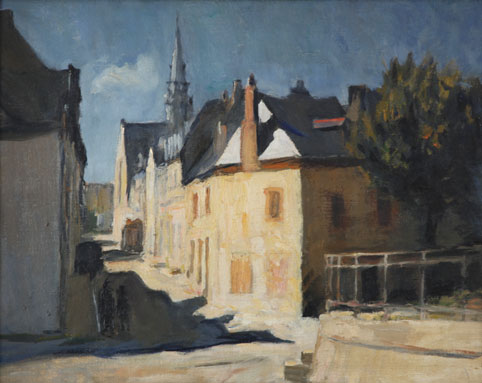
Étienne Buffet, Maison d'Henri au Port-Louis, 1948. (33 × 41 cm)
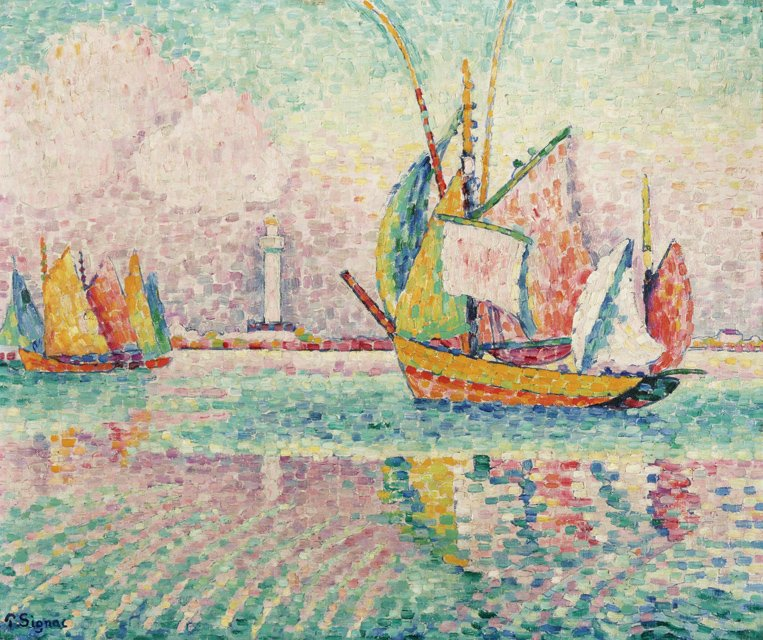
Paul Signac, Bateaux au mouillage à Locmalo, 1922.

### Lieux de tournage
(décembre 2020).
Si vous disposez d'ouvrages ou d'articles de référence ou si vous connaissez des sites web de qualité traitant du thème abordé ici, merci de compléter l'article en donnant les références utiles à sa vérifiabilité et en les liant à la section « Notes et références ».
- Illumination, de Pascale Breton, 2004
- Le Combat ordinaire, de Laurent Tuel, 2014
- Fleur de Tonnerre, de Stéphanie Pillonca-Kervern, 2017
- Jugée Coupable, série France Télévisions, 2020